# Liste des transferts NBA saison 2013-2014
Cette page présente la liste des transferts et mouvements de personnels de la NBA durant la saison 2013-2014.

## Retraites

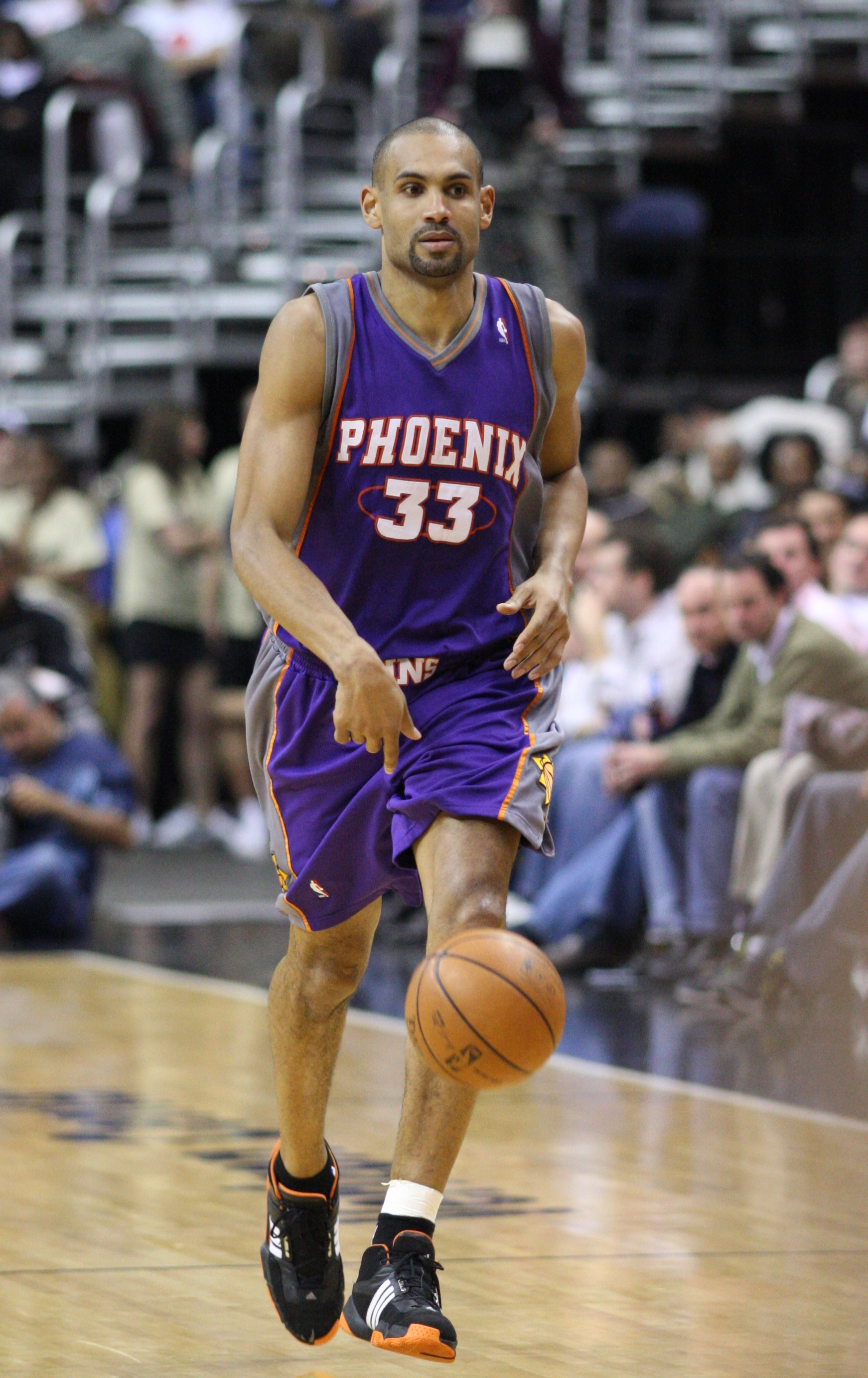
Grant Hill avec les Suns de Phoenix

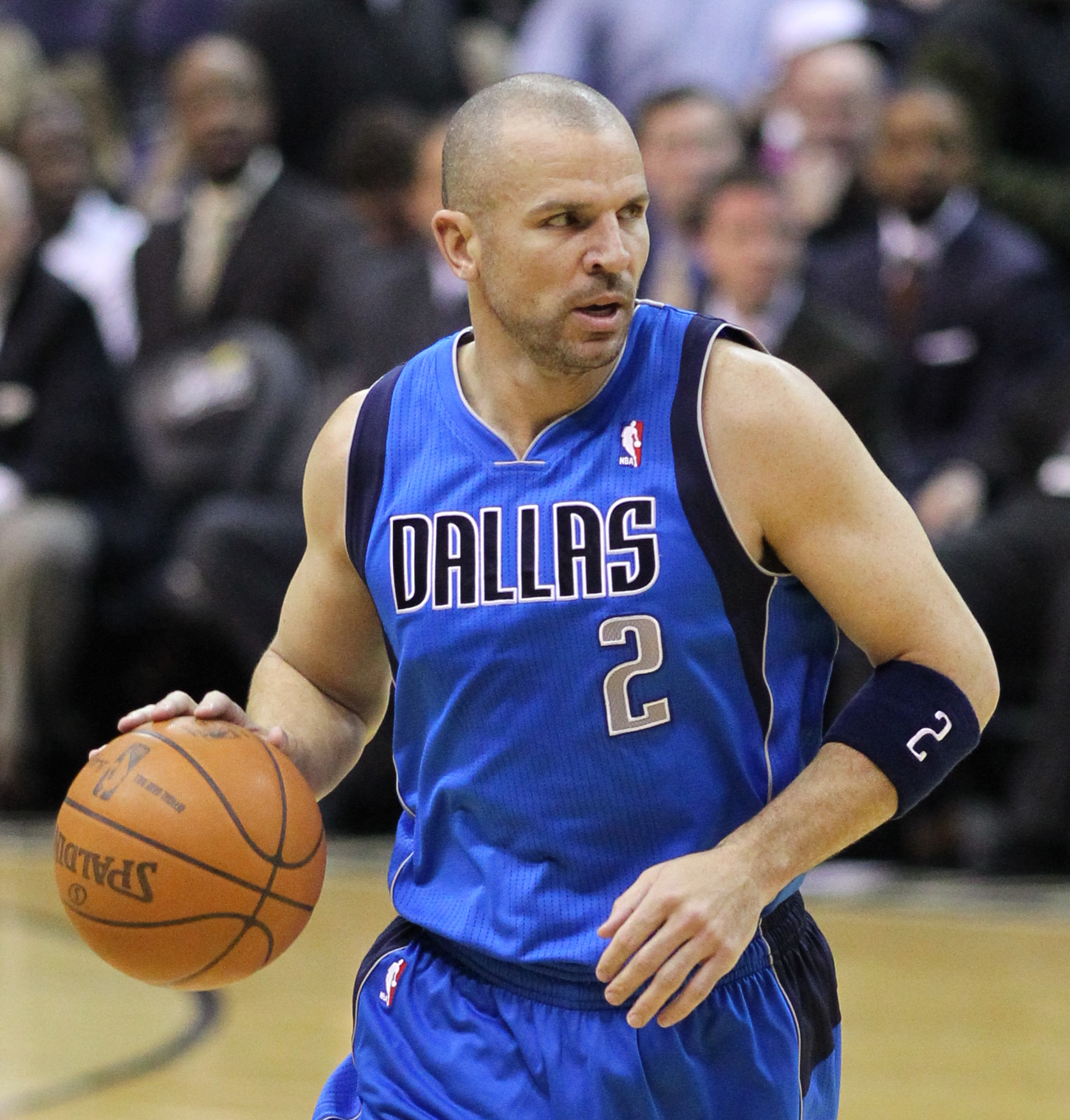
Jason Kidd avec les Mavericks de Dallas

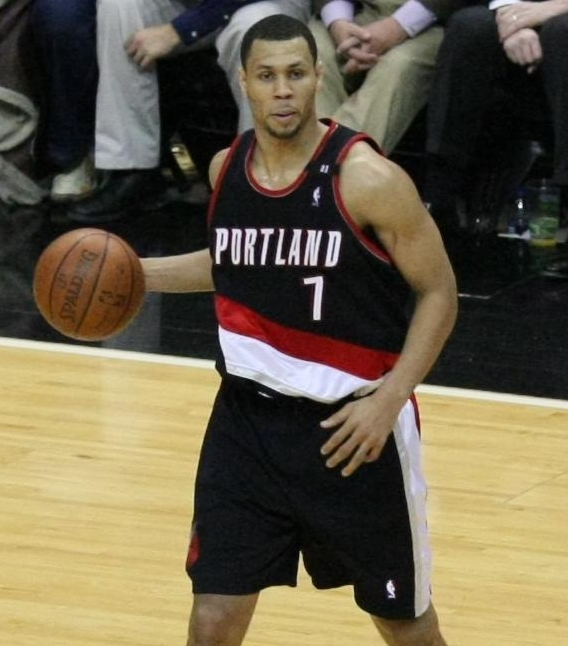
Brandon Roy avec les Trail Blazers de Portland

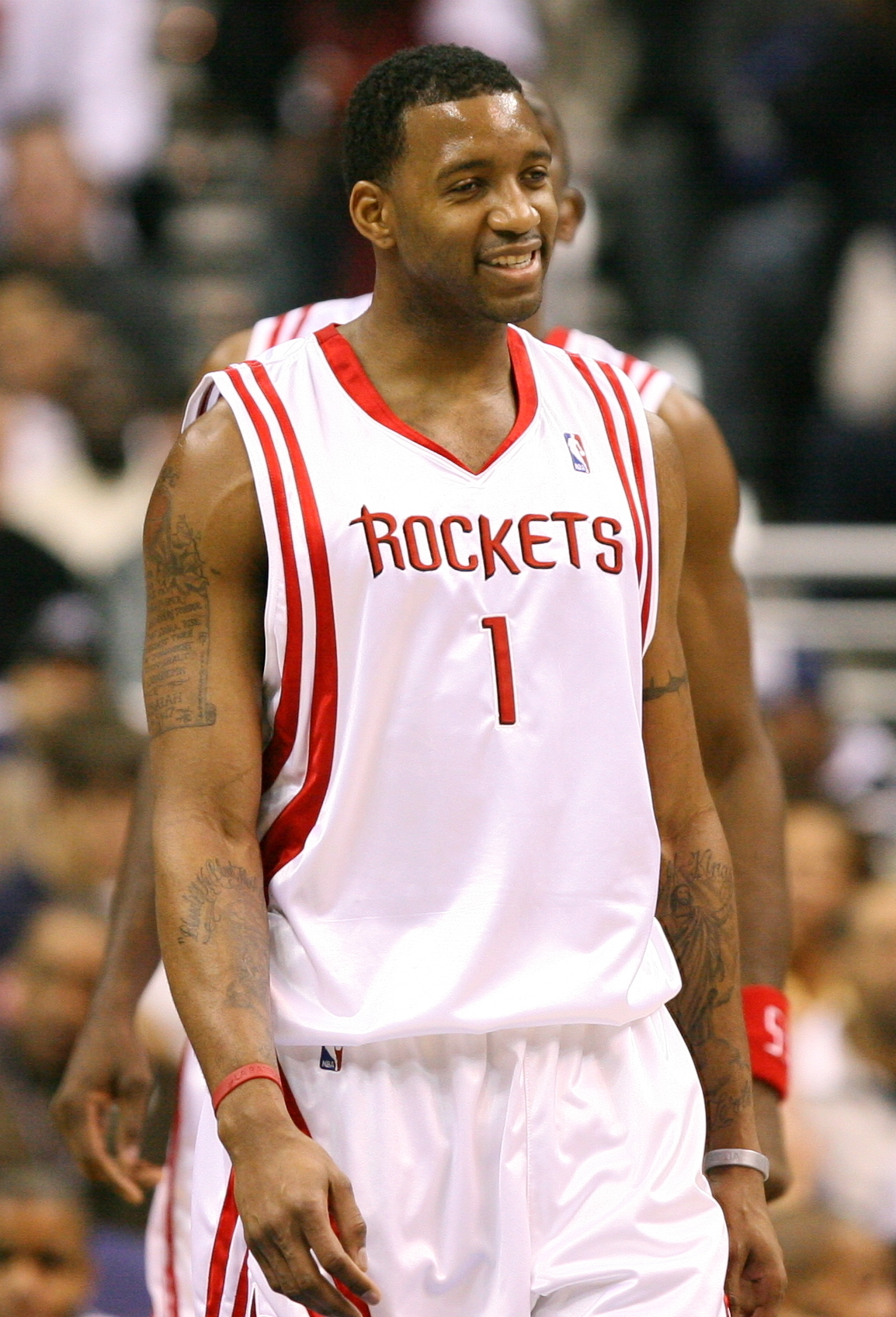
Tracy McGrady avec les Rockets de Houston

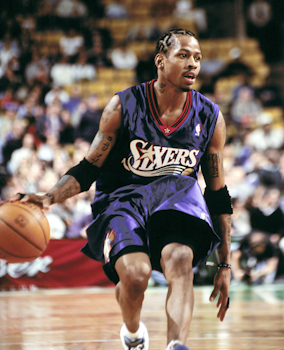
Allen Iverson avec les 76ers de Philadelphie

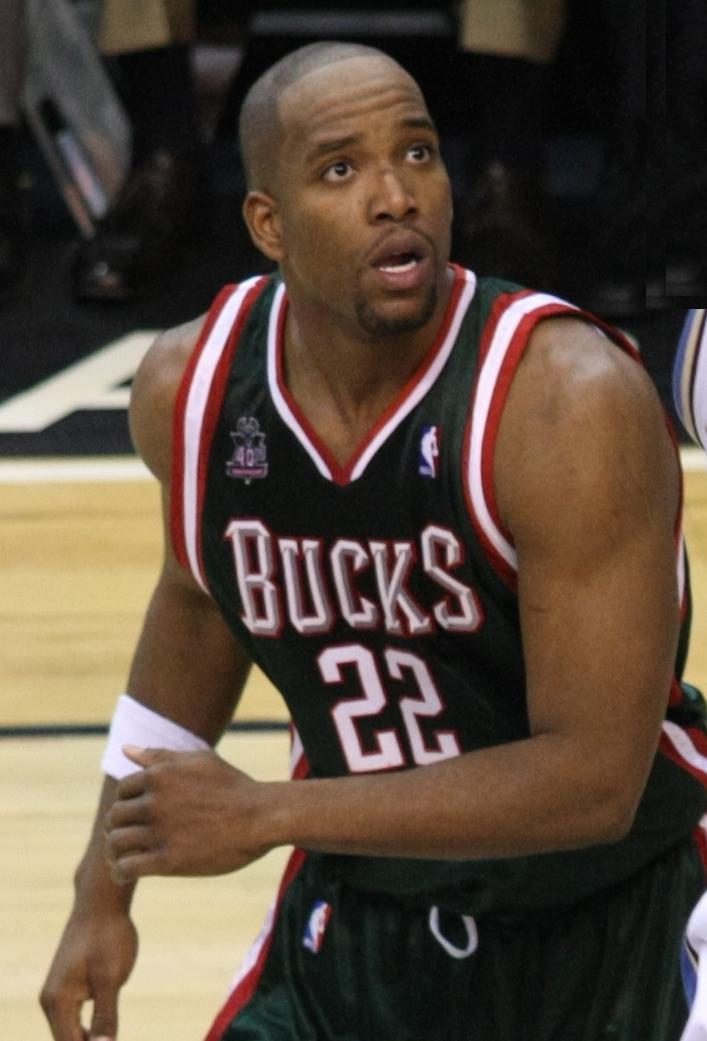
Michael Redd avec les Bucks de Milwaukee

| Date         | Nom                 | Équipes | Âge | Palmarès | Ref.   |
| ------------ | ------------------- | --- | --- | --- | ------ |
| 30 mai       | Eddy Curry          | Chicago Bulls (2001–2005) New York Knicks (2005–2010) Miami Heat (2011–2012) Dallas Mavericks (2012) | 30  | 1x Champion NBA (2012) | [ 1 ]  |
| 1er juin     | Grant Hill          | Detroit Pistons (1994–2000) Orlando Magic (2000–2007) Phoenix Suns (2007–2012) Los Angeles Clippers (2012–2013) | 40  | 7× NBA All-Star (1995–1998, 2000, 2001, 2005) 1× All-NBA First Team (1997) 4× All-NBA Second Team (1996, 1998–2000) NBA Co-Rookie of the Year (1995) NBA All-Rookie First Team (1995) 3× NBA Sportsmanship Award (2005, 2008, 2010) | [ 2 ]  |
| 3 juin       | Jason Kidd          | Dallas Mavericks (1994–1996, 2008–2012) Phoenix Suns (1996–2001) New Jersey Nets (2001–2008) New York Knicks (2012–2013) | 40  | 1× Champion NBA (2011) 10× NBA All-Star (1996, 1998, 2000–2004, 2007, 2008, 2010) 5× All-NBA First Team (1999–2002, 2004) 1× All-NBA Second Team (2003) 4× NBA All-Defensive First Team (1999, 2001, 2002, 2006) 5× NBA All-Defensive Second Team (2000, 2003–2005, 2007) NBA Co-Rookie of the Year (1995) NBA All-Rookie First Team (1995) 5× Meilleur passeur de la saison (1999–2001, 2003, 2004) 2× NBA Sportsmanship Award (2012, 2013) | [ 3 ]  |
| 23 juin      | Brandon Roy         | Portland Trail Blazers (2006–2011) Minnesota Timberwolves (2012–2013) | 28  | 3× NBA All-Star (2008–2010) 1× All-NBA Second Team (2009) 1× All-NBA Third Team (2010) NBA Rookie of the Year (2007) NBA All-Rookie First Team (2007) | [ 4 ]  |
| 25 juillet   | Adam Morrison       | Charlotte Bobcats (2006–2009) Los Angeles Lakers (2009–2010) | 29  | 2× Champion NBA (2009, 2010) NBA All-Rookie Second Team (2007) | [ 5 ]  |
| 26 août      | Tracy McGrady       | Toronto Raptors (1997–2000) Orlando Magic (2000–2004) Houston Rockets (2004–2010) Detroit Pistons (2010–2011) Atlanta Hawks (2011–2012) San Antonio Spurs (2013)                                                                                                | 34  | 7× NBA All-Star (2001–2007) 2× All-NBA First Team (2002, 2003) 3× All-NBA Second Team (2001, 2004, 2007) 2× All-NBA Third Team (2005, 2008) 2× Meilleur marqueur de la saison (2003, 2004) 1× NBA Most Improved Player (2001) | [ 6 ]  |
| 17 septembre | Jared Jeffries      | Washington Wizards (2002–2006) New York Knicks (2006–2010, 2011–2012) Houston Rockets (2010–2011) Portland Trail Blazers (2012–2013) | 31  | | [ 7 ]  |
| 23 septembre | James Posey         | Denver Nuggets (1999–2002) Houston Rockets (2002–2003) Memphis Grizzlies (2003–2005) Miami Heat (2005–2007) Boston Celtics (2007–2008) New Orleans Hornets (2008–2010) Indiana Pacers (2010–2011)                                                               | 36  | 2× Champion NBA (2006, 2008) NBA All-Rookie Second Team (2000) | [ 8 ]  |
| 28 septembre | Juwan Howard        | Washington Bullets / Wizards (1994–2001) Dallas Mavericks (2000–2002, 2007–2008) Denver Nuggets (2002–2003, 2008) Orlando Magic (2003–2004) Houston Rockets (2004–2007) Charlotte Bobcats (2008–2009) Portland Trail Blazers (2009–2010) Miami Heat (2010–2013) | 40  | 2× Champion NBA (2012, 2013) 1× NBA All-Star (1996) 1× All-NBA Third Team (1996) NBA All-Rookie Second Team (1995) | [ 9 ]  |
| 30 septembre | Anthony Carter      | Miami Heat (1999–2003) San Antonio Spurs (2003) Minnesota Timberwolves (2004–2006) Denver Nuggets (2007–2011) New York Knicks (2011) Toronto Raptors (2011–2012)                                                                                                | 38  | | [ 10 ] |
| 7 octobre    | Vladimir Radmanović | Seattle SuperSonics (2001–2006) Los Angeles Clippers (2006) Los Angeles Lakers (2006–2009) Charlotte Bobcats (2009) Golden State Warriors (2009–2011) Atlanta Hawks (2011–2012) Chicago Bulls (2012–2013)                                                       | 32  | NBA All-Rookie Second Team (2002) | [ 11 ] |
| 28 octobre   | Chris Quinn         | Miami Heat (2006–2010) New Jersey Nets (2010) San Antonio Spurs (2010–2011) Cleveland Cavaliers (2012–2013) | 30  | | [ 12 ] |
| 30 octobre   | Allen Iverson       | Philadelphia 76ers (1996–2006, 2009–2010) Denver Nuggets (2006–2008) Detroit Pistons (2008–2009) Memphis Grizzlies (2009) | 38  | 1× NBA Most Valuable Player (2001) 11× NBA All-Star (2000–2010) 2× NBA All-Star Game MVP (2001, 2005) 3× All-NBA First Team (1999, 2001, 2005) 3× All-NBA Second Team (2000, 2002, 2003) 1× All-NBA Third Team (2006) NBA Rookie of the Year (1997) NBA All-Rookie First Team (1997) 4× Meilleur marqueur de la saison (1999, 2001, 2002, 2005) 3× Meilleur intercepteur de la saison (2001–2003)                                            | [ 13 ] |
| 4 novembre   | Luke Walton         | Los Angeles Lakers (2003–2012) Cleveland Cavaliers (2012–2013) | 33  | 2× Champion NBA (2009, 2010) | [ 14 ] |
| 6 novembre   | Michael Redd        | Milwaukee Bucks (2000–2011) Phoenix Suns (2011–2012) | 34  | 1× NBA All-Star (2004) 1× All-NBA Third Team (2004) | [ 15 ] |
| 11 décembre  | Rob Kurz            | Golden State Warriors (2008–2009) | 28  | | [ 16 ] |
| 29 janvier   | Keyon Dooling       | Los Angeles Clippers (2000–2004) Miami Heat (2004–2005) Orlando Magic (2005–2008) New Jersey Nets (2008–2010) Milwaukee Bucks (2010–2011) Boston Celtics (2011–2012) Memphis Grizzlies (2013)                                                                   | 34  | | [ 17 ] |
| 13 février   | Raja Bell           | Philadelphia 76ers (2001–2002) Dallas Mavericks (2002–2003) Utah Jazz (2003–2005, 2010–2013) Phoenix Suns (2005–2008) Charlotte Bobcats (2008–2009) Golden State Warriors (2009–2010)                                                                           | 37  | NBA All-Defensive First Team (2007) NBA All-Defensive Second Team (2008) | [ 18 ] |
| 30 avril     | Chris Duhon         | Chicago Bulls (2004–2008) New York Knicks (2008–2010) Orlando Magic (2010–2012) Los Angeles Lakers (2012–2013) | 31  | | [ 19 ] |

## Encadrement

### Entraîneurs

#### Avant la saison
| Date de signature | Équipe                  | Ancien entraîneur | Raison du départ                  | Nouvel entraîneur | Dernier poste occupé                                      | Ref.   |
| ----------------- | ----------------------- | ----------------- | --------------------------------- | ----------------- | --------------------------------------------------------- | ------ |
| 24 avril          | Cavaliers de Cleveland  | Byron Scott       | Limogé                            | Mike Brown        | Lakers de Los Angeles entraîneur (2011–2012)              | ,      |
| 28 mai            | Suns de Phoenix         | Lindsey Hunter    | Interimaire Contrat non renouvelé | Jeff Hornacek     | Jazz de l'Utah entraîneur-assistant (2011–2013)           | [ 22 ] |
| 28 mai            | Hawks d'Atlanta         | Larry Drew        | Contrat non renouvelé             | Mike Budenholzer  | Spurs de San Antonio entraîneur-assistant (1996-2013)     | [ 23 ] |
| 29 mai            | Bobcats de Charlotte    | Mike Dunlap       | Limogé                            | Steve Clifford    | Lakers de Los Angeles entraîneur-assistant (2012–2013)    | [ 24 ] |
| 31 mai            | Bucks de Milwaukee      | Jim Boylan        | Limogé                            | Larry Drew        | Hawks d'Atlanta entraîneur (2010–2013)                    | [ 25 ] |
| 2 juin            | Kings de Sacramento     | Keith Smart       | Limogé                            | Michael Malone    | Warriors de Golden State entraîneur-assistant (2011–2013) | ,      |
| 10 juin           | Pistons de Detroit      | Lawrence Frank    | Limogé                            | Maurice Cheeks    | Thunder d'Oklahoma City entraîneur-adjoint (2009–2013)    | [ 28 ] |
| 13 juin           | Nets de Brooklyn        | P.J. Carlesimo    | Interimaire Contrat non renouvelé | Jason Kidd        | Knicks de New York joueur en 2012-13                      | [ 29 ] |
| 25 juin           | Clippers de Los Angeles | Vinny Del Negro   | Contrat non renouvelé             | Doc Rivers        | Celtics de Boston entraîneur(2004–2013)                   | ,      |
| 25 juin           | Nuggets de Denver       | George Karl       | Limogé                            | Brian Shaw        | Pacers de l'Indiana entraîneur-assistant (2011-2013)      | [ 32 ] |
| 27 juin           | Grizzlies de Memphis    | Lionel Hollins    | Contrat non renouvelé             | David Joerger     | Grizzlies de Memphis entraîneur-assistant (2007-2013)     | ,      |
| 3 juillet         | Celtics de Boston       | Doc Rivers        | Échange                           | Brad Stevens      | Bulldogs de Butler (NCAA) entraîneur (2007-2013)          | [ 35 ] |
| 14 août           | 76ers de Philadelphie   | Doug Collins      | Départ                            | Brett Brown       | Spurs de San Antonio entraîneur-assistant (2007-2013)     | ,      |

#### Pendant la saison
| Date de signature | Équipe             | Ancien entraîneur | Raison du départ | Nouvel entraîneur | Dernier poste occupé                                | Ref.   |
| ----------------- | ------------------ | ----------------- | ---------------- | ----------------- | --------------------------------------------------- | ------ |
| 9 février         | Pistons de Détroit | Maurice Cheeks    | Limogé           | John Loyer        | Pistons de Détroit entraîneur assistant (2011–2014) | [ 38 ] |

### Manager général

#### Avant la saison
| Date    | Équipe                    | Ancien manager général | Raison du départ                                 | Nouveau manager général | Dernier poste occupé                                                  | Ref. |
| ------- | ------------------------- | ---------------------- | ------------------------------------------------ | ----------------------- | --------------------------------------------------------------------- | ---- |
| 3 mai   | Timberwolves du Minnesota | David Kahn             | Contrat non renouvelé                            | Flip Saunders           | Celtics de Boston Conseiller(2012–2013)                               |      |
| 7 mai   | Suns de Phoenix           | Lance Blanks           | Limogé                                           | Ryan McDonough          | Celtics de Boston manager général assistant (2010–2013)               |      |
| 31 mai  | Raptors de Toronto        | Bryan Colangelo        | Contrat non renouvelé, devient Président du club | Masai Ujiri             | Nuggets de Denver manager général (2010–2013)                         |      |
| 17 juin | Kings de Sacramento       | Geoff Petrie           | Contrat non renouvelé                            | Pete D'Alessandro       | Nuggets de Denver Vice-Président des Opérations du basket (2012–2013) |      |
| 17 juin | Nuggets de Denver         | Masai Ujiri            | Contrat expirant signe avec les Raptors          | Tim Connelly            | Pélicans de La Nouvelle-Orléans manager général assistant(2010–2013)  |      |

#### Pendant la saison
| Date      | Équipe                 | Ancien manager général | Raison du départ | Nouveau manager général | Dernier poste occupé                                                       | Ref. |
| --------- | ---------------------- | ---------------------- | ---------------- | ----------------------- | -------------------------------------------------------------------------- | ---- |
| 6 février | Cavaliers de Cleveland | Chris Grant            | Limogé           | David Griffin           | Cavaliers de Cleveland Vice-président des opérations du basket (2010-2014) |      |

### Président des opérations du basket
| Date    | Équipe              | Ancien président | Raison du départ | Nouveau président | Dernier poste occupé                                   | Ref.   |
| ------- | ------------------- | ---------------- | ---------------- | ----------------- | ------------------------------------------------------ | ------ |
| 27 juin | Pacers de l'Indiana | Donnie Walsh     | Laisse sa place  | Larry Bird        | Avait démissionné le 28 juin 2012 pour raison de santé | [ 39 ] |

## Joueurs

### Échanges
Échanges hors échanges du jour de la draft 2013.
| 25 juin 2013 | Échange à deux équipes | Échange à deux équipes | Échange à deux équipes  |
| 25 juin 2013 | Vers Celtics de Boston - Choix de premier tour de la Draft 2015                                                                                       | Vers Clippers de Los Angeles - Droit d'embaucher Doc Rivers comme entraîneur | [ 40 ]                  |
| 10 juillet 2013 | Échange à deux équipes | Échange à deux équipes | Échange à deux équipes  |
| 10 juillet 2013 | Vers Knicks de New York - Andrea Bargnani | Vers Raptors de Toronto - Marcus Camby - Steve Novak - Quentin Richardson - Choix de premier tour draft 2016 - Choix de second tour draft 2014 - Choix de second tour draft 2017 | [ 41 ]                  |
| 10 juillet 2013 | Échange à deux équipes | |                         |
| 10 juillet 2013 | Vers Trail Blazers de Portland - Thomas Robinson | Vers Rockets de Houston - Droits du 45e choix de draft : Marko Todorović - Droits du 48e choix de draft 2012 : Kóstas Papanikoláou - 2 futurs choix de second tour draft | [ 42 ]                  |
| 10 juillet 2013 | Échange à trois équipes | |                         |
| 10 juillet 2013 | Vers Clippers de Los Angeles - Jared Dudley (de Phoenix) - J. J. Redick (de Milwaukee)                                                                | Vers Suns de Phoenix - Eric Bledsoe (des Clippers) - Caron Butler (des Clippers) | [ 43 ]                  |
| 10 juillet 2013 | Vers Bucks de Milwaukee - Choix de second tour draft 2014 (de Toronto ou Sacramento via Phoenix) - un futur choix de second tour draft (des Clippers) | | [ 43 ]                  |
| 10 juillet 2013 | Échange à trois équipes | |                         |
| 10 juillet 2013 | Vers Warriors de Golden State - Andre Iguodala (de Denver) - Kevin Murphy (d'Utah)                                                                    | Vers Jazz de l'Utah - Andris Biedriņš (de Golden State) - Richard Jefferson (de Golden State) - Brandon Rush (de Golden State) - Choix de premier tour draft 2014 et 2017 (de Golden State) - Choix de second tour draft 2016 et 2017 (de Golden State) - Choix de second tour draft 2018 (de Denver) - Compensation financière (de Golden State) | [ 44 ]                  |
| 10 juillet 2013 | Vers Nuggets de Denver - Randy Foye (d'Utah) - Choix de second tour draft 2018 (de Golden State)                                                      | | [ 44 ]                  |
| 10 juillet 2013 | Échange à trois équipes | |                         |
| 10 juillet 2013 | Vers Pélicans de La Nouvelle-Orléans - Tyreke Evans (de Sacramento) - Droits du 39e choix de draft : Jeff Withey (de Portland)                        | Vers Kings de Sacramento - Greivis Vásquez (de la Nouvelle-Orléans) | [ 45 ]                  |
| 10 juillet 2013 | Vers Trail Blazers de Portland - Robin Lopez (de la Nouvelle-Orléans) - Terrel Harris (de la Nouvelle-Orléans)                                        | | [ 45 ]                  |
| 11 juillet 2013 | Échange à trois équipes | Échange à trois équipes | Échange à trois équipes |
| 11 juillet 2013 | Vers Timberwolves du Minnesota - Kevin Martin (d'Oklahoma City) - Compensation financière (d'Oklahoma City)                                           | Vers Thunder d'Oklahoma City - Droits du 35e choix de draft 2003 : Szymon Szewczyk | [ 46 ]                  |
| 11 juillet 2013 | Vers Bucks de Milwaukee - Luke Ridnour (de Minnesota) - Choix de second tour draft 2014 (de Minnesota) - Compensation financière (d'Oklahoma City)    | | [ 46 ]                  |
| 12 juillet 2013 | Échange à deux équipes | Échange à deux équipes | Échange à deux équipes  |
| 12 juillet 2013 | Vers Nets de Brooklyn - Kevin Garnett - Paul Pierce - Jason Terry - D. J. White                                                                       | Vers Celtics de Boston - Gerald Wallace - Kris Humphries - MarShon Brooks - Kris Joseph - Keith Bogans - Choix de premiers tours draft 2014, 2016 et 2018 - Choix de premier tour éventuel draft 2017 | [ 47 ]                  |
| 12 juillet 2013 | Échange à deux équipes | |                         |
| 12 juillet 2013 | Vers 76ers de Philadelphie - Droits du 6e choix de draft :Nerlens Noel - Choix de premier tour draft 2014                                             | Vers Pélicans de La Nouvelle-Orléans - Jrue Holiday - Droits du 42e choix de draft : Pierre Jackson | [ 48 ]                  |
| 13 juillet 2013 | Échange à deux équipes | Échange à deux équipes | Échange à deux équipes  |
| 13 juillet 2013 | Vers Kings de Sacramento - Luc Mbah a Moute | Vers Bucks de Milwaukee - 2 choix de second tour draft 2016 - Compensation financière à venir | [ 49 ]                  |
| 13 juillet 2013 | Échange à deux équipes | |                         |
| 13 juillet 2013 | Vers 76ers de Philadelphie - Royce White - Droits de Furkan Aldemir - Compensation additionnelle                                                      | Vers Rockets de Houston - Futurs droits de draft | [ 49 ]                  |
| 22 juillet 2013 | Échange à deux équipes | Échange à deux équipes | Échange à deux équipes  |
| 22 juillet 2013 | Vers Grizzlies de Memphis - Droits de Nick Calathes                                                                                                   | Vers Mavericks de Dallas - Protection de second tour de draft 2016 | [ 50 ]                  |
| 27 juillet 2013 | Échange à deux équipes | Échange à deux équipes | Échange à deux équipes  |
| 27 juillet 2013 | Vers Suns de Phoenix - Gerald Green - Miles Plumlee - Protection au premier tour de la loterie de la draft 2014                                       | Vers Pacers de l'Indiana - Luis Scola | [ 51 ]                  |
| 31 juillet 2013 | Échange à deux équipes | Échange à deux équipes | Échange à deux équipes  |
| 31 juillet 2013 | Vers Pistons de Detroit - Brandon Jennings | Vers Bucks de Milwaukee - Brandon Knight - Vyacheslav Kravtsov - Khris Middleton | [ 52 ]                  |
| 15 août 2013 | Échange à deux équipes | Échange à deux équipes | Échange à deux équipes  |
| 15 août 2013 | Vers Celtics de Boston - Donté Greene | Vers Grizzlies de Memphis - Fab Melo | [ 53 ]                  |
| 22 août 2013 | Échange à deux équipes | Échange à deux équipes | Échange à deux équipes  |
| 22 août 2013 | Vers 76ers de Philadelphie - Tony Wroten | Vers Grizzlies de Memphis - Second choix conditionnel de draft 2014 - exception d'échange | [ 54 ]                  |
| 29 août 2013 | Échange à deux équipes | Échange à deux équipes | Échange à deux équipes  |
| 29 août 2013 | Vers Bucks de Milwaukee - Caron Butler | Vers Suns de Phoenix - Vyacheslav Kravtsov - Ishmael Smith | [ 55 ]                  |
| 25 octobre 2013 | Échange à deux équipes | Échange à deux équipes | Échange à deux équipes  |
| 25 octobre 2013 | Vers Suns de Phoenix - Emeka Okafor - Premier tour de draft 2014 protégé                                                                              | Vers Wizards de Washington - Marcin Gortat - Kendall Marshall - Shannon Brown - Malcolm Lee | [ 56 ]                  |
| 26 novembre 2013 | Échange à deux équipes | Échange à deux équipes | Échange à deux équipes  |
| 26 novembre 2013 | Vers Timberwolves du Minnesota - Luc Mbah a Moute | Vers Kings de Sacramento - Derrick Williams | [ 57 ]                  |
| 9 décembre 2013 | Échange à deux équipes | Échange à deux équipes | Échange à deux équipes  |
| 9 décembre 2013 | Vers Kings de Sacramento - Rudy Gay - Aaron Gray - Quincy Acy                                                                                         | Vers Raptors de Toronto - Greivis Vásquez - John Salmons - Patrick Patterson - Chuck Hayes | [ 58 ]                  |
| 7 janvier 2014 | Échange à deux équipes | Échange à deux équipes | Échange à deux équipes  |
| 7 janvier 2014 | Vers Bulls de Chicago - Andrew Bynum - Futur tour de draft 2014 protégé - Second tour de draft 2015 - Second tour de draft 2016                       | Vers Cavaliers de Cleveland - Luol Deng | ,                       |
| 7 janvier 2014 | Échange à trois équipes | |                         |
| 7 janvier 2014 | Vers Celtics de Boston - Jerryd Bayless (de Memphis) - Ryan Gomes (d'Oklahoma City)                                                                   | Vers Grizzlies de Memphis - Courtney Lee (de Boston) - Second tour de draft 2016 - Compensation financière (d'Oklahoma City) | ,                       |
| 7 janvier 2014 | Vers Thunder d'Oklahoma City - Second tour de draft 2014 (de Memphis) - Second tour de draft 2017 (de Memphis)                                        | | ,                       |
| 15 janvier 2014 | | |                         |
| Échange à trois équipes | | |                         |
| Vers Celtics de Boston - Joel Anthony (de Miami) - Second tour de draft 2016 (de Miami) - Potentiel premier tour de draft (de Miami)          | Vers Heat de Miami - Toney Douglas (de Golden State)                                                                                                  | , |                         |
| Vers Warriors de Golden State - Jordan Crawford (de Boston) - MarShon Brooks (de Boston)                                                      | | , |                         |
| 21 janvier 2014 | Échange à deux équipes | Échange à deux équipes | Échange à deux équipes  |
| 21 janvier 2014 | Vers Bulls de Chicago - Tornike Shengelia | Vers Nets de Brooklyn - Marquis Teague | [ 65 ]                  |
| 21 janvier 2014 | Échange à deux équipes | |                         |
| 21 janvier 2014 | Vers Nets de Brooklyn - Droits sur Edin Bavčić | Vers Pelicans de La Nouvelle-Orléans - Tyshawn Taylor - Compensation financière | [ 66 ]                  |
| 19 février 2014 | Échange à deux équipes | Échange à deux équipes | Échange à deux équipes  |
| 19 février 2014 | Vers Nets de Brooklyn - Marcus Thornton | Vers Kings de Sacramento - Reggie Evans - Jason Terry | [ 67 ]                  |
| 19 février 2014 | Échange à deux équipes | |                         |
| 19 février 2014 | Vers Lakers de Los Angeles - MarShon Brooks - Kent Bazemore                                                                                           | Vers Warriors de Golden State - Steve Blake | [ 68 ]                  |
| 20 février 2014 | | |                         |
| Échange à trois équipes | | |                         |
| Vers Wizards de Washington - Andre Miller (de Denver) - Second tour de draft 2014 (de Philadelphie)                                           | Vers Nuggets de Denver - Jan Veselý (de Washington)                                                                                                   | |                         |
| Vers 76ers de Philadelphie - Eric Maynor (de Washington) - Second tour de draft 2015 (de Washington) - Futur second tour de draft (de Denver) | | |                         |
| Échange à deux équipes | | |                         |
| Vers 76ers de Philadelphie - Deux second tour de draft 2014 - Earl Clark - Henry Sims                                                         | Vers Cavaliers de Cleveland - Spencer Hawes | [ 69 ] |                         |
| Échange à deux équipes | | |                         |
| Vers Bobcats de Charlotte - Gary Neal - Luke Ridnour                                                                                          | Vers Bucks de Milwaukee - Ramon Sessions - Jeff Adrien                                                                                                | [ 70 ] |                         |
| Échange à deux équipes | | |                         |
| Vers Kings de Sacramento - Roger Mason, Jr. - Compensation financière                                                                         | Vers Heat de Miami - Second tour de draft 2015 | [ 71 ] |                         |
| Échange à deux équipes | | |                         |
| Vers Nuggets de Denver - Aaron Brooks | Vers Rockets de Houston - Jordan Hamilton | [ 72 ] |                         |
| Échange à deux équipes | | |                         |
| Vers Spurs de San Antonio - Austin Daye | Vers Raptors de Toronto - Nando de Colo | [ 73 ] |                         |
| Échange à deux équipes | | |                         |
| Vers Pacers de l'Indiana - Evan Turner - Lavoy Allen                                                                                          | Vers 76ers de Philadelphie - Danny Granger | [ 74 ] |                         |
| Échange à deux équipes | | |                         |
| Vers Clippers de Los Angeles - Futur second tour de draft                                                                                     | Vers 76ers de Philadelphie - Byron Mullens - Futur second tour de draft                                                                               | [ 75 ] |                         |
| Échange à deux équipes | | |                         |
| Vers Clippers de Los Angeles - Droits sur Cenk Akyol                                                                                          | Vers Hawks d'Atlanta - Antawn Jamison | [ 76 ] |                         |

### Joueurs ayant signés avant de devenir agents libres
Joueurs ayant fait valoir leur close optionnelle de joueur (player option en anglais) et n'étant donc pas obligés d'attendre la fin du moratoire de juillet.
| Date signature | Joueur             | Équipe 2012-2013 et 2013-2014 | Ref    |
| -------------- | ------------------ | ----------------------------- | ------ |
| 28 juin        | Ray Allen*         | Heat de Miami                 | [ 77 ] |
| 28 juin        | Dante Cunningham** | Timberwolves du Minnesota     | [ 78 ] |
| 28 juin        | Boris Diaw*        | Spurs de San Antonio          | [ 79 ] |
| 29 juin        | Ben Gordon*        | Bobcats de Charlotte          | [ 80 ] |
| 30 juin        | Jerryd Bayless*    | Grizzlies de Memphis          | [ 81 ] |

### Agents libres
À partir du 1er juillet 2013, les franchises et les agents libres (Free Agent en anglais) peuvent entrer en négociations, mais
les joueurs ne peuvent signer qu'à partir du 10 juillet, après la fin du moratoire de juillet. Pour les joueurs ci-dessous est indiquée la dernière équipe de la NBA avec laquelle ils ont joué en 2012-13. Tous les joueurs sont agents libres sans restriction, sauf indication contraire. L'équipe de l'agent libre restrictif a le droit de garder le joueur en proposant une offre équivalente à celle proposée par une autre équipe.
| Joueur                       | Date signature | Nouvelle équipe                                                               | Ancienne équipe                                                               | Réf.    |
| ---------------------------- | -------------- | ----------------------------------------------------------------------------- | ----------------------------------------------------------------------------- | ------- |
| Al-Farouq Aminu              | 10 juillet     | Pélicans de La Nouvelle-Orléans                                               | Pélicans de La Nouvelle-Orléans                                               | [ 83 ]  |
| Chris Andersen               | 10 juillet     | Heat de Miami                                                                 | Heat de Miami                                                                 | [ 84 ]  |
| Matt Barnes                  | 10 juillet     | Clippers de Los Angeles                                                       | Clippers de Los Angeles                                                       | [ 85 ]  |
| Andris Biedriņš***           | 10 juillet     | Jazz de l'Utah                                                                | Warriors de Golden State                                                      | [ 86 ]  |
| Darren Collison (restreint)  | 10 juillet     | Clippers de Los Angeles                                                       | Mavericks de Dallas                                                           | ,       |
| Mike Dunleavy Jr.            | 10 juillet     | Bulls de Chicago                                                              | Bucks de Milwaukee                                                            | [ 88 ]  |
| Wayne Ellington (restreint)  | 10 juillet     | Mavericks de Dallas                                                           | Cavaliers de Cleveland                                                        | [ 89 ]  |
| Tyreke Evans (restreint)     | 10 juillet     | Pélicans de La Nouvelle-Orléans                                               | Kings de Sacramento                                                           | [ 45 ]  |
| Randy Foye                   | 10 juillet     | Nuggets de Denver                                                             | Jazz de l'Utah                                                                | [ 44 ]  |
| Ryan Hollins                 | 10 juillet     | Clippers de Los Angeles                                                       | Clippers de Los Angeles                                                       | [ 85 ]  |
| Andre Iguodala***            | 10 juillet     | Warriors de Golden State                                                      | Nuggets de Denver                                                             | [ 44 ]  |
| Al Jefferson                 | 10 juillet     | Bobcats de Charlotte                                                          | Jazz de l'Utah                                                                | [ 90 ]  |
| Richard Jefferson*           | 10 juillet     | Jazz de l'Utah                                                                | Warriors de Golden State                                                      | [ 86 ]  |
| Eric Maynor                  | 10 juillet     | Wizards de Washington                                                         | Trail Blazers de Portland                                                     | [ 91 ]  |
| Paul Millsap                 | 10 juillet     | Hawks d'Atlanta                                                               | Jazz de l'Utah                                                                | [ 92 ]  |
| Chris Paul                   | 10 juillet     | Clippers de Los Angeles                                                       | Clippers de Los Angeles                                                       | [ 85 ]  |
| Pablo Prigioni (restreint)   | 10 juillet     | Knicks de New York                                                            | Knicks de New York                                                            | [ 93 ]  |
| J. J. Redick                 | 10 juillet     | Clippers de Los Angeles                                                       | Bucks de Milwaukee                                                            | [ 43 ]  |
| Quentin Richardson           | 10 juillet     | Raptors de Toronto                                                            | Knicks de New York                                                            | [ 41 ]  |
| Brandon Rush*                | 10 juillet     | Jazz de l'Utah                                                                | Warriors de Golden State                                                      | [ 86 ]  |
| Robert Sacre (restreint)     | 10 juillet     | Lakers de Los Angeles                                                         | Lakers de Los Angeles                                                         | [ 94 ]  |
| Josh Smith                   | 10 juillet     | Pistons de Détroit                                                            | Hawks d'Atlanta                                                               | [ 95 ]  |
| Greg Stiemsma                | 10 juillet     | Pélicans de La Nouvelle-Orléans                                               | Timberwolves du Minnesota (libéré le 7 juillet)                               | [ 96 ]  |
| Garrett Temple (restreint)   | 10 juillet     | Wizards de Washington                                                         | Wizards de Washington                                                         | [ 97 ]  |
| C. J. Watson*                | 10 juillet     | Pacers de l'Indiana                                                           | Nets de Brooklyn                                                              | [ 98 ]  |
| Earl Watson                  | 10 juillet     | Trail Blazers de Portland                                                     | Jazz de l'Utah                                                                | [ 99 ]  |
| Martell Webster              | 10 juillet     | Wizards de Washington                                                         | Wizards de Washington                                                         | [ 100 ] |
| David West                   | 10 juillet     | Pacers de l'Indiana                                                           | Pacers de l'Indiana                                                           | [ 101 ] |
| Dorell Wright                | 10 juillet     | Trail Blazers de Portland                                                     | 76ers de Philadelphie                                                         | [ 102 ] |
| Marco Belinelli              | 11 juillet     | Spurs de San Antonio                                                          | Bulls de Chicago                                                              | [ 103 ] |
| Chauncey Billups             | 11 juillet     | Pistons de Détroit                                                            | Clippers de Los Angeles                                                       | [ 104 ] |
| Andray Blatche               | 11 juillet     | Nets de Brooklyn                                                              | Nets de Brooklyn                                                              | [ 105 ] |
| José Manuel Calderón         | 11 juillet     | Mavericks de Dallas                                                           | Pistons de Détroit                                                            | [ 106 ] |
| Emanuel Ginóbili             | 11 juillet     | Spurs de San Antonio                                                          | Spurs de San Antonio                                                          | [ 107 ] |
| J. J. Hickson                | 11 juillet     | Nuggets de Denver                                                             | Trail Blazers de Portland                                                     | [ 108 ] |
| Shaun Livingston             | 11 juillet     | Nets de Brooklyn                                                              | Cavaliers de Cleveland                                                        | [ 109 ] |
| Kevin Martin                 | 11 juillet     | Timberwolves du Minnesota                                                     | Thunder d'Oklahoma City                                                       | [ 46 ]  |
| Gal Mekel                    | 11 juillet     | Mavericks de Dallas                                                           | Maccabi Haifa (Israël)                                                        | [ 110 ] |
| Nazr Mohammed                | 11 juillet     | Bulls de Chicago                                                              | Bulls de Chicago                                                              | [ 111 ] |
| Jeff Pendergraph (restreint) | 11 juillet     | Spurs de San Antonio                                                          | Pacers de l'Indiana                                                           | [ 112 ] |
| J. R. Smith*                 | 11 juillet     | Knicks de New York                                                            | Knicks de New York                                                            | [ 113 ] |
| Nick Young                   | 11 juillet     | Lakers de Los Angeles                                                         | 76ers de Philadelphie                                                         | [ 114 ] |
| Keith Bogans                 | 12 juillet     | Celtics de Boston                                                             | Nets de Brooklyn                                                              | [ 47 ]  |
| Corey Brewer                 | 12 juillet     | Timberwolves du Minnesota                                                     | Nuggets de Denver                                                             | [ 115 ] |
| Chase Budinger               | 12 juillet     | Timberwolves du Minnesota                                                     | Timberwolves du Minnesota                                                     | [ 116 ] |
| Earl Clark                   | 12 juillet     | Cavaliers de Cleveland                                                        | Lakers de Los Angeles                                                         | [ 117 ] |
| Jarrett Jack                 | 12 juillet     | Cavaliers de Cleveland                                                        | Warriors de Golden State                                                      | [ 117 ] |
| Chris Kaman                  | 12 juillet     | Lakers de Los Angeles                                                         | Mavericks de Dallas                                                           | [ 118 ] |
| Andreï Kirilenko*            | 12 juillet     | Nets de Brooklyn                                                              | Timberwolves du Minnesota                                                     | [ 119 ] |
| Kyle Korver                  | 12 juillet     | Hawks d'Atlanta                                                               | Hawks d'Atlanta                                                               | [ 120 ] |
| Josh McRoberts               | 12 juillet     | Bobcats de Charlotte                                                          | Bobcats de Charlotte                                                          | [ 121 ] |
| Marreese Speights*           | 12 juillet     | Warriors de Golden State                                                      | Cavaliers de Cleveland                                                        | [ 122 ] |
| Dwight Howard                | 13 juillet     | Rockets de Houston                                                            | Lakers de Los Angeles                                                         | [ 123 ] |
| O. J. Mayo*                  | 13 juillet     | Bucks de Milwaukee                                                            | Mavericks de Dallas                                                           | [ 124 ] |
| Tiago Splitter (restreint)   | 13 juillet     | Spurs de San Antonio                                                          | Spurs de San Antonio                                                          | [ 125 ] |
| Jeff Teague (restreint)      | 13 juillet     | Hawks d'Atlanta                                                               | Hawks d'Atlanta                                                               | [ 126 ] |
| Chris Copeland (restreint)   | 14 juillet     | Pacers de l'Indiana                                                           | Knicks de New York                                                            | [ 127 ] |
| Tony Allen                   | 15 juillet     | Grizzlies de Memphis                                                          | Grizzlies de Memphis                                                          | [ 128 ] |
| Elton Brand                  | 15 juillet     | Hawks d'Atlanta                                                               | Mavericks de Dallas                                                           | [ 129 ] |
| Robert Covington             | 15 juillet     | Rockets de Houston                                                            | Tennessee State Tigers (Non drafté à la draft 2013)                           | [ 130 ] |
| Tyler Hansbrough (restreint) | 15 juillet     | Raptors de Toronto                                                            | Pacers de l'Indiana                                                           | [ 131 ] |
| Wesley Johnson               | 15 juillet     | Lakers de Los Angeles                                                         | Suns de Phoenix                                                               | [ 132 ] |
| Carl Landry*                 | 15 juillet     | Kings de Sacramento                                                           | Warriors de Golden State                                                      | [ 133 ] |
| Jon Leuer (restreint)        | 15 juillet     | Grizzlies de Memphis                                                          | Grizzlies de Memphis                                                          | [ 134 ] |
| B. J. Young                  | 15 juillet     | Rockets de Houston                                                            | Razorbacks d'Arkansas (Non drafté à la draft 2013)                            | [ 130 ] |
| James Anderson               | 16 juillet     | 76ers de Philadelphie                                                         | Rockets de Houston (libéré le 15 juillet)                                     | [ 135 ] |
| Dwight Buycks                | 16 juillet     | Raptors de Toronto                                                            | BCM Gravelines (France)                                                       | [ 136 ] |
| Will Bynum                   | 16 juillet     | Pistons de Détroit                                                            | Pistons de Détroit                                                            | [ 137 ] |
| Omri Casspi (restreint)      | 16 juillet     | Rockets de Houston                                                            | Cavaliers de Cleveland                                                        | [ 138 ] |
| Luigi Datome                 | 16 juillet     | Pistons de Détroit                                                            | Virtus Roma (Italie)                                                          | [ 139 ] |
| Tim Ohlbrecht                | 16 juillet     | 76ers de Philadelphie                                                         | Rockets de Houston (libéré le 15 juillet)                                     | [ 135 ] |
| Metta World Peace***         | 16 juillet     | Knicks de New York                                                            | Lakers de Los Angeles                                                         | [ 140 ] |
| Carlos Delfino               | 17 juillet     | Bucks de Milwaukee                                                            | Rockets de Houston (libéré le 30 juin)                                        | [ 141 ] |
| Jordan Farmar                | 17 juillet     | Lakers de Los Angeles                                                         | Anadolu Efes S.K. (Turquie)                                                   | [ 142 ] |
| Zaza Pachulia                | 17 juillet     | Bucks de Milwaukee                                                            | Hawks d'Atlanta                                                               | [ 143 ] |
| Toney Douglas (restreint)    | 18 juillet     | Warriors de Golden State                                                      | Kings de Sacramento                                                           | [ 144 ] |
| Jason Maxiell                | 18 juillet     | Magic d'Orlando                                                               | Pistons de Détroit                                                            | [ 145 ] |
| Anthony Morrow               | 18 juillet     | Pélicans de La Nouvelle-Orléans                                               | Mavericks de Dallas                                                           | [ 146 ] |
| Ronny Turiaf                 | 18 juillet     | Timberwolves du Minnesota                                                     | Clippers de Los Angeles                                                       | [ 147 ] |
| Aaron Brooks                 | 19 juillet     | Rockets de Houston (libéré le 30 juin)                                        | Rockets de Houston (libéré le 30 juin)                                        | [ 148 ] |
| Andrew Bynum                 | 19 juillet     | Cavaliers de Cleveland                                                        | 76ers de Philadelphie                                                         | [ 149 ] |
| Samuel Dalembert             | 19 juillet     | Mavericks de Dallas                                                           | Bucks de Milwaukee                                                            | [ 150 ] |
| Reggie Williams              | 19 juillet     | Rockets de Houston                                                            | Bobcats de Charlotte                                                          | [ 148 ] |
| D. J. Augustin               | 22 juillet     | Raptors de Toronto                                                            | Pacers de l'Indiana                                                           | [ 151 ] |
| Vítor Faverani               | 22 juillet     | Celtics de Boston                                                             | Valencia BC (Espagne)                                                         | [ 152 ] |
| John Lucas III**             | 22 juillet     | Jazz de l'Utah                                                                | Raptors de Toronto                                                            | [ 153 ] |
| Byron Mullens (restreint)    | 22 juillet     | Clippers de Los Angeles                                                       | Bobcats de Charlotte                                                          | [ 154 ] |
| Phil Pressey                 | 22 juillet     | Celtics de Boston                                                             | Tigers du Missouri (Non drafté à la draft 2013)                               | [ 152 ] |
| Monta Ellis***               | 23 juillet     | Mavericks de Dallas                                                           | Bucks de Milwaukee                                                            | [ 155 ] |
| Jermaine O'Neal              | 23 juillet     | Warriors de Golden State                                                      | Suns de Phoenix                                                               | [ 156 ] |
| Derek Fisher                 | 24 juillet     | Thunder d'Oklahoma City                                                       | Thunder d'Oklahoma City                                                       | [ 157 ] |
| Pero Antić                   | 25 juillet     | Hawks d'Atlanta                                                               | Olympiacos B.C. (Grèce)                                                       | [ 158 ] |
| Kenyon Martin                | 25 juillet     | Knicks de New York                                                            | Knicks de New York                                                            | [ 159 ] |
| Ronnie Price                 | 25 juillet     | Magic d'Orlando                                                               | Trail Blazers de Portland                                                     | [ 160 ] |
| Brandan Wright               | 25 juillet     | Mavericks de Dallas                                                           | Mavericks de Dallas                                                           | [ 161 ] |
| Bernard James                | 26 juillet     | Mavericks de Dallas                                                           | Mavericks de Dallas                                                           | [ 162 ] |
| Miroslav Raduljica           | 26 juillet     | Bucks de Milwaukee                                                            | Azovmach Marioupol (Ukraine)                                                  | [ 163 ] |
| Nate Robinson                | 26 juillet     | Nuggets de Denver                                                             | Bulls de Chicago                                                              | [ 164 ] |
| Timofeï Mozgov (restreint)   | 27 juillet     | Nuggets de Denver                                                             | Nuggets de Denver                                                             | [ 165 ] |
| Gustavo Ayón** (restreint)   | 29 juillet     | Hawks d'Atlanta                                                               | Bucks de Milwaukee                                                            | [ 166 ] |
| Marcus Camby                 | 29 juillet     | Rockets de Houston                                                            | Toronto Raptors (libéré le 17 juillet)                                        | [ 167 ] |
| Ian Clark                    | 29 juillet     | Utah Jazz                                                                     | Bruins de Belmont (Non drafté à la draft 2013)                                | [ 168 ] |
| Alan Anderson                | 30 juillet     | Nets de Brooklyn                                                              | Raptors de Toronto                                                            | [ 169 ] |
| DeJuan Blair                 | 30 juillet     | Mavericks de Dallas                                                           | Spurs de San Antonio                                                          | [ 170 ] |
| Gerald Henderson (restreint) | 30 juillet     | Bobcats de Charlotte                                                          | Bobcats de Charlotte                                                          | [ 171 ] |
| Mike Miller                  | 30 juillet     | Grizzlies de Memphis                                                          | Heat de Miami (libéré le 16 juillet)                                          | [ 172 ] |
| Gary Neal (restreint)        | 30 juillet     | Bucks de Milwaukee                                                            | Spurs de San Antonio                                                          | [ 173 ] |
| Devin Harris                 | 31 juillet     | Mavericks de Dallas                                                           | Hawks d'Atlanta                                                               | [ 174 ] |
| Brandon Jennings (restreint) | 31 juillet     | Pistons de Détroit                                                            | Bucks de Milwaukee                                                            | [ 175 ] |
| Austin Daye (restreint)      | 1er août       | Raptors de Toronto                                                            | Grizzlies de Memphis                                                          | [ 176 ] |
| DeMarre Carroll              | 3 août         | Hawks d'Atlanta                                                               | Jazz de l'Utah                                                                | [ 177 ] |
| Francisco García**           | 5 août         | Rockets de Houston                                                            | Rockets de Houston                                                            | [ 178 ] |
| Jordan Henriquez             | 5 août         | Rockets de Houston                                                            | Wilcats de Kansas State (Non drafté à la draft 2013)                          | [ 178 ] |
| Jeremy Tyler                 | 6 août         | Knicks de New York                                                            | Warriors de Santa Cruz (D-League)                                             | [ 179 ] |
| Ryan Gomes                   | 7 août         | Thunder d'Oklahoma City                                                       | Artland Dragons (Allemagne)                                                   | [ 180 ] |
| Greg Oden                    | 7 août         | Heat de Miami                                                                 | Trail Blazers de Portland                                                     | [ 181 ] |
| Beno Udrih                   | 8 août         | Knicks de New York                                                            | Magic d'Orlando                                                               | [ 182 ] |
| Maurice Williams             | 8 août         | Trail Blazers de Portland                                                     | Jazz de l'Utah                                                                | [ 183 ] |
| Jannero Pargo                | 9 août         | Bobcats de Charlotte                                                          | Bobcats de Charlotte                                                          | [ 184 ] |
| Al Harrington                | 14 août        | Wizards de Washington                                                         | Magic d'Orlando (libéré le 2 août)                                            | [ 185 ] |
| Elias Harris                 | 14 août        | Lakers de Los Angeles                                                         | Bulldogs de Gonzaga (Non drafté à la draft 2013)                              | [ 186 ] |
| Nikola Peković (restreint)   | 14 août        | Timberwolves du Minnesota                                                     | Timberwolves du Minnesota                                                     | [ 187 ] |
| Dee Bost                     | 19 août        | Trail Blazers de Portland                                                     | KK Budućnost Podgorica (Monténégro)                                           | [ 188 ] |
| Anthony Tolliver             | 19 août        | Bobcats de Charlotte                                                          | Hawks d'Atlanta                                                               | [ 189 ] |
| Nick Calathes                | 20 août        | Grizzlies de Memphis                                                          | Lokomotiv Kouban-Krasnodar (Russie)                                           | [ 190 ] |
| Josh Harrellson              | 21 août        | Pistons de Détroit                                                            | Chongqing Fly Dragon (Chine)                                                  | [ 191 ] |
| Arinze Onuaku                | 22 août        | Pélicans de La Nouvelle-Orléans                                               | Charge de Canton (D-League)                                                   | [ 192 ] |
| Lance Thomas                 | 22 août        | Pélicans de La Nouvelle-Orléans (libéré le 12 juillet)                        | Pélicans de La Nouvelle-Orléans (libéré le 12 juillet)                        | [ 192 ] |
| Seth Curry                   | 23 août        | Warriors de Golden State                                                      | Blue Devils de Duke (non drafté lors de la draft 2013)                        | [ 193 ] |
| Ronnie Brewer                | 28 août        | Rockets de Houston                                                            | Thunder d'Oklahoma City                                                       | [ 194 ] |
| Antawn Jamison               | 28 août        | Clippers de Los Angeles                                                       | Lakers de Los Angeles                                                         | [ 195 ] |
| Trent Lockett                | 28 août        | Kings de Sacramento                                                           | Golden Eagles de Marquette (non drafté lors de la draft 2013)                 | [ 196 ] |
| Shawne Williams              | 3 septembre    | Lakers de Los Angeles                                                         | Guangzhou Liu Sui (Chine)                                                     | [ 197 ] |
| Brandon Davies               | 5 septembre    | Clippers de Los Angeles                                                       | Cougars de BYU (Non drafté à la draft 2013)                                   | [ 198 ] |
| Xavier Henry                 | 5 septembre    | Lakers de Los Angeles                                                         | Pélicans de La Nouvelle-Orléans                                               | [ 199 ] |
| James Southerland            | 5 septembre    | Bobcats de Charlotte                                                          | Orange de Syracuse (Non drafté à la draft 2013)                               | [ 200 ] |
| Eric Griffin                 | 10 septembre   | Heat de Miami                                                                 | Aurora Basket Jesi (Italie)                                                   | [ 201 ] |
| Justin Hamilton              | 10 septembre   | Heat de Miami                                                                 | VEF Riga (Lettonie)                                                           | [ 201 ] |
| Ron Howard                   | 10 septembre   | Pacers de l'Indiana                                                           | Mad Ants de Fort Wayne (D-League)                                             | [ 202 ] |
| Darnell Jackson              | 10 septembre   | Pacers de l'Indiana                                                           | Bighorns de Reno (D-League)                                                   | [ 202 ] |
| D. J. Kennedy                | 10 septembre   | Mavericks de Dallas                                                           | Vipers de Rio Grande Valley (D-League)                                        | [ 203 ] |
| Fab Melo                     | 10 septembre   | Mavericks de Dallas                                                           | Grizzlies de Memphis                                                          | [ 203 ] |
| Mickey McConnell             | 10 septembre   | Mavericks de Dallas                                                           | Scaligera Basket Vérone (Italie Ligue2)                                       | [ 203 ] |
| Michael Beasley              | 11 septembre   | Heat de Miami                                                                 | Suns de Phoenix                                                               | [ 204 ] |
| Toure' Murry                 | 11 septembre   | Knicks de New York                                                            | Vipers de Rio Grande Valley (D-League)                                        | [ 205 ] |
| Chris Smith                  | 11 septembre   | Knicks de New York                                                            | Knicks de New York (retenu en Summer League 2012)                             | [ 205 ] |
| Dionte Christmas             | 13 septembre   | Suns de Phoenix                                                               | Mens Sana Basket (Italie)                                                     | [ 206 ] |
| Devin Ebanks (restreint)     | 13 septembre   | Mavericks de Dallas                                                           | Lakers de Los Angeles                                                         | [ 207 ] |
| Richard Howell               | 13 septembre   | Trail Blazers de Portland                                                     | Wolpack de Caroline du Nord (Non drafté à la draft 2013)                      | [ 208 ] |
| Marcus Landry                | 16 septembre   | Los Angeles Lakers                                                            | Reno Bighorns (D-League)                                                      | [ 209 ] |
| Carlos Morais                | 19 septembre   | Toronto Raptors                                                               | Atlético Petróleos de Luanda (Angola)                                         | [ 210 ] |
| Julyan Stone                 | 19 septembre   | Toronto Raptors                                                               | Denver Nuggets                                                                | [ 210 ] |
| Chris Wright                 | 19 septembre   | Toronto Raptors                                                               | Maine Red Claws (D-League)                                                    | [ 210 ] |
| Dewayne Dedmon               | 23 septembre   | Golden State Warriors                                                         | USC (Non draft à la draft 2013)                                               | [ 211 ] |
| Larry Drew II                | 23 septembre   | Miami Heat                                                                    | UCLA (Non draft à la draft 2013)                                              | [ 212 ] |
| Cameron Jones                | 23 septembre   | Golden State Warriors                                                         | Santa Cruz Warriors (D-League)                                                | [ 211 ] |
| Cole Aldrich                 | 24 septembre   | New York Knicks                                                               | Sacramento Kings                                                              | [ 213 ] |
| Eric Boateng                 | 25 septembre   | Los Angeles Lakers                                                            | Phantoms Braunschweig (Allemagne)                                             | [ 214 ] |
| Darius Johnson-Odom          | 25 septembre   | Los Angeles Lakers                                                            | BC Spartak Saint Petersburg (Russie)                                          | [ 214 ] |
| Mike Harris                  | 26 septembre   | Utah Jazz                                                                     | Leones de Ponce (Porto Rico)                                                  | [ 215 ] |
| Othyus Jeffers               | 26 septembre   | Minnesota Timberwolves                                                        | Iowa Energy (D-League)                                                        | [ 216 ] |
| Scott Machado                | 26 septembre   | Utah Jazz                                                                     | Golden State Warriors (libéré le 24 juin)                                     | [ 215 ] |
| Dominic McGuire              | 26 septembre   | Utah Jazz                                                                     | Indiana Pacers                                                                | [ 215 ] |
| Joe Alexander                | 27 septembre   | Golden State Warriors                                                         | BC Krasnye Krylia (Russie)                                                    | [ 217 ] |
| Hilton Armstrong             | 27 septembre   | Indiana Pacers                                                                | Santa Cruz Warriors (D-League)                                                | [ 218 ] |
| Vander Blue                  | 27 septembre   | Philadelphia 76ers                                                            | Marquette (Non draft à la draft 2013)                                         | [ 219 ] |
| Rasual Butler                | 27 septembre   | Indiana Pacers                                                                | Tulsa 66ers (D-League)                                                        | [ 218 ] |
| Josh Childress               | 27 septembre   | Washington Wizards                                                            | Brooklyn Nets                                                                 | [ 220 ] |
| Patrick Christopher          | 27 septembre   | Chicago Bulls                                                                 | Beşiktaş (Turquie)                                                            | [ 221 ] |
| Ike Diogu                    | 27 septembre   | New York Knicks                                                               | Leones de Ponce (Porto Rico)                                                  | [ 222 ] |
| D'or Fischer                 | 27 septembre   | Washington Wizards                                                            | BC Donetsk (Ukraine)                                                          | [ 220 ] |
| Dan Gadzuric                 | 27 septembre   | Los Angeles Lakers                                                            | Marinos de Anzoátegui (Venezuela)                                             | [ 223 ] |
| Diante Garrett               | 27 septembre   | Oklahoma City Thunder                                                         | Phoenix Suns                                                                  | [ 224 ] |
| Mickell Gladness             | 27 septembre   | Orlando Magic                                                                 | Santa Cruz Warriors (D-League)                                                | [ 225 ] |
| Manny Harris                 | 27 septembre   | Orlando Magic                                                                 | BC Azovmash (Ukraine)                                                         | [ 225 ] |
| Mike James                   | 27 septembre   | Chicago Bulls                                                                 | Dallas Mavericks                                                              | [ 221 ] |
| Dahntay Jones                | 27 septembre   | Chicago Bulls                                                                 | Atlanta Hawks                                                                 | [ 221 ] |
| Solomon Jones                | 27 septembre   | Orlando Magic                                                                 | New York Knicks                                                               | [ 225 ] |
| Kris Joseph                  | 27 septembre   | Orlando Magic                                                                 | Boston Celtics (libéré le 15 juillet)                                         | [ 225 ] |
| Kalin Lucas                  | 27 septembre   | Chicago Bulls                                                                 | Banvit B.K. (Turquie)                                                         | [ 221 ] |
| Roger Mason                  | 27 septembre   | Miami Heat                                                                    | New Orleans Pelicans                                                          | [ 226 ] |
| Pops Mensah-Bonsu            | 27 septembre   | Washington Wizards                                                            | Olimpia Milano (Italie)                                                       | [ 220 ] |
| Rodney McGruder              | 27 septembre   | Oklahoma City Thunder                                                         | Kansas State (Non draft à la draft 2013)                                      | [ 224 ] |
| Darius Morris                | 27 septembre   | Philadelphia 76ers                                                            | Los Angeles Lakers                                                            | [ 219 ] |
| Dexter Pittman               | 27 septembre   | Chicago Bulls                                                                 | Memphis Grizzlies                                                             | [ 221 ] |
| Xavier Silas                 | 27 septembre   | Washington Wizards                                                            | Maine Red Claws (D-League)                                                    | [ 220 ] |
| Hollis Thompson              | 27 septembre   | Philadelphia 76ers                                                            | Tulsa 66ers (D-League)                                                        | [ 219 ] |
| D. J. White                  | 27 septembre   | Chicago Bulls                                                                 | Brooklyn Nets (libéré le 17 juillet)                                          | [ 221 ] |
| Rodney Williams              | 27 septembre   | Philadelphia 76ers                                                            | Minnesota (Non draft à la draft 2013)                                         | [ 219 ] |
| Khalif Wyatt                 | 27 septembre   | Philadelphia 76ers                                                            | Temple (Non draft à la draft 2013)                                            | [ 219 ] |
| Solomon Alabi                | 28 septembre   | Philadelphia 76ers                                                            | Ikaros Chalkidas B.C. (Greece)                                                | [ 227 ] |
| Mac Koshwal                  | 28 septembre   | Philadelphia 76ers                                                            | Rochester Razorsharks (PBL)                                                   | [ 227 ] |
| James Nunnally               | 28 septembre   | Phoenix Suns                                                                  | Bakersfield Jam (D-League)                                                    | [ 228 ] |
| Derrick Byars                | 29 septembre   | Memphis Grizzlies                                                             | Caciques de Humacao (Porto Rico)                                              |         |
| Melvin Ely                   | 29 septembre   | Memphis Grizzlies                                                             | Texas Legends (D-League)                                                      |         |
| Tony Gaffney                 | 29 septembre   | Memphis Grizzlies                                                             | Joventut Badalona (Espagne)                                                   |         |
| Brandon Heath                | 29 septembre   | Sacramento Kings                                                              | PBC Lukoil Academic (Bulgarie)                                                | [ 229 ] |
| DeQuan Jones                 | 29 septembre   | Sacramento Kings                                                              | Orlando Magic                                                                 | [ 229 ] |
| Hamady N'Diaye               | 29 septembre   | Sacramento Kings                                                              | Tianjin Ronggang (Chine)                                                      | [ 229 ] |
| Lou Amundson                 | 30 septembre   | Los Angeles Clippers                                                          | New Orleans Pelicans                                                          |         |
| Chris Babb                   | 30 septembre   | Boston Celtics                                                                | Iowa State (Non draft à la draft 2013)                                        |         |
| Renaldo Balkman              | 30 septembre   | Dallas Mavericks                                                              | Guayama Wizards (Porto Rico)                                                  | [ 230 ] |
| Reginald Becton (en)         | 30 septembre   | Denver Nuggets                                                                | Mississippi (Non draft à la draft 2013)                                       |         |
| Damen Bell-Holter (en)       | 30 septembre   | Boston Celtics                                                                | Oral Roberts (Non draft à la draft 2013)                                      |         |
| Justin Brownlee              | 30 septembre   | New York Knicks                                                               | San Diego Surf (ABA)                                                          |         |
| Junior Cadougan (en)         | 30 septembre   | Milwaukee Bucks                                                               | Marquette (Non draft à la draft 2013)                                         |         |
| Brian Cook                   | 30 septembre   | Utah Jazz                                                                     | Piratas de Quebradillas (Porto Rico)                                          |         |
| Marcus Cousin                | 30 septembre   | San Antonio Spurs                                                             | Kyoto Hannaryz (Japon)                                                        |         |
| Olek Czyz                    | 30 septembre   | Milwaukee Bucks                                                               | Pallacanestro Virtus Roma (Italie)                                            |         |
| Troy Daniels                 | 30 septembre   | Charlotte Bobcats                                                             | VCU (Non draft à la draft 2013)                                               |         |
| Eric Dawson                  | 30 septembre   | Atlanta Hawks                                                                 | Metros de Santiago (Rép. Dominicaine)                                         |         |
| Matthew Dellavedova          | 30 septembre   | Cleveland Cavaliers                                                           | Saint Mary's (Non draft à la draft 2013)                                      |         |
| DeSagana Diop                | 30 septembre   | Cleveland Cavaliers                                                           | Charlotte Bobcats                                                             |         |
| Mustapha Farrakhan           | 30 septembre   | Los Angeles Clippers                                                          | Tulsa 66ers (D-League)                                                        |         |
| Courtney Fells               | 30 septembre   | San Antonio Spurs                                                             | Talk 'N Text Tropang Texters (Philippines)                                    |         |
| Kyle Fogg                    | 30 septembre   | Denver Nuggets                                                                | Rio Grande Valley Vipers (D-League)                                           |         |
| Gary Forbes                  | 30 septembre   | Brooklyn Nets                                                                 | Zhejiang Lions (Chine)                                                        |         |
| Abdul Gaddy (en)             | 30 septembre   | Charlotte Bobcats                                                             | Washington (Non draft à la draft 2013)                                        |         |
| Stephen Graham               | 30 septembre   | Milwaukee Bucks                                                               | Capitanes de Arecibo (Porto Rico)                                             |         |
| JaMychal Green               | 30 septembre   | Los Angeles Clippers                                                          | Austin Toros (D-League)                                                       |         |
| Jorge Gutierrez              | 30 septembre   | Brooklyn Nets                                                                 | Canton Charge (D-League)                                                      |         |
| Lazar Hayward                | 30 septembre   | New Orleans Pelicans                                                          | Los Angeles D-Fenders (D-League)                                              |         |
| Justin Holiday               | 30 septembre   | Utah Jazz                                                                     | Philadelphia 76ers (libéré le 14 août)                                        |         |
| Royal Ivey                   | 30 septembre   | Atlanta Hawks                                                                 | Philadelphia 76ers                                                            |         |
| Damion James                 | 30 septembre   | Denver Nuggets                                                                | Bakersfield Jam (D-League)                                                    |         |
| Marko Jarić                  | 30 septembre   | Brooklyn Nets                                                                 | Chicago Bulls (libéré le 24 octobre 2012)                                     |         |
| Chris Johnson                | 30 septembre   | Brooklyn Nets                                                                 | Rio Grande Valley Vipers (D-League)                                           |         |
| James Johnson                | 30 septembre   | Atlanta Hawks                                                                 | Sacramento Kings                                                              |         |
| Dwayne Jones                 | 30 septembre   | Utah Jazz                                                                     | Golden State Warriors (libéré le 24 juillet)                                  |         |
| Myck Kabongo                 | 30 septembre   | San Antonio Spurs                                                             | Texas (Non draft à la draft 2013)                                             |         |
| Kenny Kadji                  | 30 septembre   | Cleveland Cavaliers                                                           | Miami (Non draft à la draft 2013)                                             |         |
| Michael Lee                  | 30 septembre   | Cleveland Cavaliers                                                           | BC Politekhnika-Halychyna (Ukraine)                                           |         |
| David Lighty                 | 30 septembre   | Atlanta Hawks                                                                 | JSF Nanterre (France)                                                         |         |
| Corey Maggette               | 30 septembre   | San Antonio Spurs                                                             | Detroit Pistons                                                               |         |
| Trey McKinney-Jones          | 30 septembre   | Milwaukee Bucks                                                               | Miami (Non draft à la draft 2013)                                             |         |
| Dan Nwaelele (en)            | 30 septembre   | San Antonio Spurs                                                             | Santa Cruz Warriors (D-League)                                                |         |
| Patrick O'Bryant             | 30 septembre   | Charlotte Bobcats                                                             | BC Lietuvos rytas (Lituanie)                                                  |         |
| Josh Powell                  | 30 septembre   | New York Knicks                                                               | Olympiakos B.C. (Grèce)                                                       |         |
| A. J. Price                  | 30 septembre   | Minnesota Timberwolves                                                        | Washington Wizards                                                            |         |
| DeShawn Sims                 | 30 septembre   | Boston Celtics                                                                | Hekmeh BC (Liban)                                                             |         |
| Henry Sims                   | 30 septembre   | Cleveland Cavaliers                                                           | Petron Blaze Boosters (Philippines)                                           |         |
| Jermaine Taylor              | 30 septembre   | Cleveland Cavaliers                                                           | Maine Red Claws (D-League)                                                    |         |
| Kammron Taylor (en)          | 30 septembre   | Boston Celtics                                                                | MHP Riesen Ludwigsburg (Allemagne)                                            |         |
| Adonis Thomas                | 30 septembre   | Atlanta Hawks                                                                 | Memphis (Non draft à la draft 2013)                                           |         |
| Charlie Westbrook            | 30 septembre   | Miami Heat                                                                    | Scaligera Basket Verona (Italie)                                              |         |
| Damien Wilkins               | 30 septembre   | Atlanta Hawks                                                                 | Philadelphia 76ers                                                            |         |
| Elliot Williams              | 30 septembre   | Cleveland Cavaliers                                                           | Portland Trail Blazers                                                        |         |
| Sam Young                    | 30 septembre   | San Antonio Spurs                                                             | Indiana Pacers                                                                |         |
| Rodney Carney                | 1er octobre    | New Orleans Pelicans                                                          | Antalya BB (Turquie)                                                          | [ 231 ] |
| Lester Hudson                | 1er octobre    | Utah Jazz                                                                     | Austin Toros (D-League)                                                       | [ 232 ] |
| Chris Douglas-Roberts        | 2 octobre      | New York Knicks                                                               | Dallas Mavericks                                                              | [ 233 ] |
| Gani Lawal                   | 5 octobre      | Philadelphia 76ers                                                            | VEF Rīga (Lettonie)                                                           | [ 234 ] |
| Andre Barrett                | 10 octobre     | Memphis Grizzlies                                                             | Sioux Falls Skyforce (D-League)                                               | [ 235 ] |
| Cartier Martin               | 15 octobre     | Atlanta Hawks                                                                 | Washington Wizards                                                            | [ 236 ] |
| Daniel Orton                 | 16 octobre     | Philadelphia 76ers                                                            | Oklahoma City Thunder (libéré le 10 octobre)                                  | [ 237 ] |
| Troy Daniels                 | 18 octobre     | Houston Rockets                                                               | Charlotte Bobcats (libéré le 10 octobre)                                      | [ 238 ] |
| Adonis Thomas                | 18 octobre     | Brooklyn Nets                                                                 | Atlanta Hawks (libéré le 14 octobre)                                          | [ 239 ] |
| Josh Howard                  | 25 octobre     | San Antonio Spurs                                                             | Minnesota Timberwolves                                                        | [ 240 ] |
| Jamaal Tinsley               | 26 octobre     | Utah Jazz                                                                     | Utah Jazz                                                                     | [ 241 ] |
| Brandon Davies               | 28 octobre     | Philadelphia 76ers                                                            | Los Angeles Clippers (libéré le 21 octobre)                                   | [ 242 ] |
| Lou Amundson                 | 12 novembre    | New Orleans Pelicans                                                          | Los Angeles Clippers (libéré le 26 octobre)                                   | [ 243 ] |
| Josh Childress               | 12 novembre    | New Orleans Pelicans                                                          | Washington Wizards (libéré le 24 octobre)                                     | [ 243 ] |
| Diante Garrett               | 13 novembre    | Utah Jazz                                                                     | Iowa Energy (D-League)                                                        | [ 244 ] |
| Dewayne Dedmon               | 18 novembre    | Golden State Warriors                                                         | Santa Cruz Warriors (D-League)                                                | [ 245 ] |
| Lorenzo Brown                | 20 novembre    | Philadelphia 76ers                                                            | Springfield Armor (D-League)                                                  | [ 246 ] |
| Elliot Williams              | 20 novembre    | Philadelphia 76ers                                                            | Cleveland Cavaliers (libéré le 25 octobre)                                    | [ 246 ] |
| Malcolm Thomas               | 3 décembre     | San Antonio Spurs                                                             | Los Angeles D-Fenders (D-League)                                              | [ 247 ] |
| Stephen Jackson              | 10 décembre    | Los Angeles Clippers                                                          | San Antonio Spurs                                                             | [ 248 ] |
| Hilton Armstrong             | 11 décembre    | Golden State Warriors                                                         | Santa Cruz Warriors (D-League)                                                | [ 249 ] |
| Chris Douglas-Roberts        | 11 décembre    | Charlotte Bobcats                                                             | Texas Legends (D-League)                                                      | [ 250 ] |
| D. J. Augustin               | 13 décembre    | Chicago Bulls                                                                 | Toronto Raptors (libéré le 9 décembre)                                        | [ 251 ] |
| James Johnson                | 16 décembre    | Memphis Grizzlies                                                             | Rio Grande Valley Vipers (D-League)                                           | [ 252 ] |
| Alexis Ajinça                | 20 décembre    | New Orleans Pelicans                                                          | Strasbourg IG (France)                                                        | [ 253 ] |
| Kendall Marshall             | 20 décembre    | Los Angeles Lakers                                                            | Delaware 87ers (D-League)                                                     | [ 254 ] |
| Seth Curry                   | 24 décembre    | Memphis Grizzlies                                                             | Santa Cruz Warriors (D-League)                                                | [ 255 ] |
| Jeremy Tyler                 | 31 décembre    | New York Knicks                                                               | Erie BayHawks (D-League)                                                      | [ 256 ] |
| Darius Morris                | 6 janvier      | Los Angeles Clippers (contrat de 10 jours)                                    | Philadelphia 76ers (libéré le 20 novembre)                                    | [ 257 ] |
| Leandro Barbosa              | 8 janvier      | Phoenix Suns (contrat de 10 jours)                                            | Esporte Clube Pinheiros (Brésil)                                              | [ 258 ] |
| Maalik Wayns                 | 8 janvier      | Los Angeles Clippers (contrat de 10 jours, libréré précédemment le 5 janvier) | Los Angeles Clippers (contrat de 10 jours, libréré précédemment le 5 janvier) | [ 259 ] |
| Cartier Martin               | 10 janvier     | Chicago Bulls (contrat de 10 jours)                                           | Atlanta Hawks (libéré le 7 janvier)                                           | [ 260 ] |
| James Nunnally               | 11 janvier     | Atlanta Hawks (contrat de 10 jours)                                           | Bakersfield Jam (D-League)                                                    | [ 261 ] |
| Dewayne Dedmon               | 14 janvier     | Philadelphia 76ers (contrat de 10 jours)                                      | Santa Cruz Warriors (D-League)                                                | [ 262 ] |
| Manny Harris                 | 16 janvier     | Los Angeles Lakers (contrat de 10 jours)                                      | Los Angeles D-Fenders (D-League)                                              | [ 263 ] |
| Royal Ivey                   | 16 janvier     | Oklahoma City Thunder (contrat de 10 jours)                                   | Atlanta Hawks (libéré le 25 octobre)                                          | [ 264 ] |
| Darius Morris                | 16 janvier     | Los Angeles Clippers (second contrat de 10 jours)                             | Los Angeles Clippers (second contrat de 10 jours)                             | [ 265 ] |
| Hedo Türkoğlu                | 16 janvier     | Los Angeles Clippers                                                          | Orlando Magic (libéré le 3 janvier)                                           | [ 265 ] |
| Chris Johnson                | 17 janvier     | Boston Celtics (contrat de 10 jours)                                          | Rio Grande Valley Vipers (D-League)                                           | [ 266 ] |
| Leandro Barbosa              | 18 janvier     | Phoenix Suns (second contrat de 10 jours)                                     | Phoenix Suns (second contrat de 10 jours)                                     | [ 267 ] |
| Cartier Martin               | 20 janvier     | Chicago Bulls (second contrat de 10 jours)                                    | Chicago Bulls (second contrat de 10 jours)                                    | [ 268 ] |
| Vander Blue                  | 22 janvier     | Boston Celtics (contrat de 10 jours)                                          | Delaware 87ers (D-League)                                                     | [ 269 ] |
| Mike James                   | 22 janvier     | Chicago Bulls (contrat de 10 jours, libéré précédemment le 16 décembre)       | Chicago Bulls (contrat de 10 jours, libéré précédemment le 16 décembre)       | [ 270 ] |
| James Nunnally               | 22 janvier     | Atlanta Hawks (second contrat de 10 jours)                                    | Atlanta Hawks (second contrat de 10 jours)                                    | [ 271 ] |
| Dewayne Dedmon               | 24 janvier     | Philadelphia 76ers (second contrat de 10 jours)                               | Philadelphia 76ers (second contrat de 10 jours)                               | [ 272 ] |
| Othyus Jeffers               | 24 janvier     | San Antonio Spurs (contrat de 10 jours)                                       | Iowa Energy (D-League)                                                        | [ 273 ] |
| Malcolm Thomas               | 25 janvier     | Utah Jazz                                                                     | San Antonio Spurs (libéré le 23 janvier)                                      | [ 274 ] |
| Manny Harris                 | 26 janvier     | Los Angeles Lakers (second contrat de 10 jours)                               | Los Angeles Lakers (second contrat de 10 jours)                               | [ 275 ] |
| Leandro Barbosa              | 28 janvier     | Phoenix Suns                                                                  | Phoenix Suns                                                                  | [ 276 ] |
| Chris Johnson                | 28 janvier     | Boston Celtics (second contrat de 10 jours)                                   | Boston Celtics (second contrat de 10 jours)                                   | [ 277 ] |
| Shannon Brown                | 1er février    | San Antonio Spurs (contrat de 10 jours)                                       | Washington Wizards (libéré le 28 octobre)                                     | [ 278 ] |
| Andrew Bynum                 | 1er février    | Indiana Pacers                                                                | Chicago Bulls (libéré le 7 janvier)                                           | [ 279 ] |
| Cartier Martin               | 1er février    | Atlanta Hawks (contrat de 10 jours)                                           | Chicago Bulls                                                                 | [ 280 ] |
| Darius Morris                | 3 février      | Memphis Grizzlies (contrat de 10 jours)                                       | Los Angeles Clippers                                                          | [ 281 ] |
| Sasha Vujačić                | 3 février      | Los Angeles Clippers (contrat de 10 jours)                                    | Anadolu Efes S.K. (Turquie)                                                   | [ 282 ] |
| Luke Babbitt                 | 4 février      | New Orleans Pelicans                                                          | BC Nizhny Novgorod (Russie)                                                   | [ 283 ] |
| Shawne Williams              | 6 février      | Los Angeles Lakers (contrat de 10 jours)                                      | Los Angeles D-Fenders (D-League)                                              | [ 284 ] |
| Chris Johnson                | 7 février      | Boston Celtics                                                                | Boston Celtics                                                                | [ 285 ] |
| Cartier Martin               | 11 février     | Atlanta Hawks (second contrat de 10 jours)                                    | Atlanta Hawks (second contrat de 10 jours)                                    | [ 286 ] |
| Shannon Brown                | 12 février     | San Antonio Spurs (second contrat de 10 jours)                                | San Antonio Spurs (second contrat de 10 jours)                                | [ 287 ] |
| Jarvis Varnado               | 18 février     | Chicago Bulls (contrat de 10 jours)                                           | Iowa Energy (D-League)                                                        | [ 288 ] |
| Troy Daniels                 | 21 février     | Houston Rockets                                                               | Rio Grande Valley Vipers (D-League)                                           | [ 289 ] |
| Cartier Martin               | 21 février     | Atlanta Hawks                                                                 | Atlanta Hawks                                                                 | [ 290 ] |
| Hilton Armstrong             | 22 février     | Golden State Warriors (contrat de 10 jours)                                   | Santa Cruz Warriors (D-League)                                                | [ 291 ] |
| Arinze Onuaku                | 22 février     | Cleveland Cavaliers (contrat de 10 jours)                                     | Canton Charge (D-League)                                                      | [ 292 ] |
| Dexter Pittman               | 22 février     | Atlanta Hawks (contrat de 10 jours)                                           | Austin Toros (D-League)                                                       | [ 293 ] |
| Jason Collins                | 23 février     | Brooklyn Nets (contrat de 10 jours)                                           | Washington Wizards                                                            | [ 294 ] |
| Glen Davis                   | 24 février     | Los Angeles Clippers                                                          | Orlando Magic (libéré le 21 février)                                          | [ 295 ] |
| Dewayne Dedmon               | 25 février     | Orlando Magic (contrat de 10 jours)                                           | Santa Cruz Warriors (D-League)                                                | [ 296 ] |
| DeAndre Liggins              | 25 février     | Miami Heat (contrat de 10 jours)                                              | Sioux Falls Skyforce (D-League)                                               | [ 297 ] |
| Adonis Thomas                | 25 février     | Orlando Magic (contrat de 10 jours)                                           | Springfield Armor (D-League)                                                  | [ 296 ] |
| Drew Gooden                  | 26 février     | Washington Wizards (contrat de 10 jours)                                      | Milwaukee Bucks (libéré le 16 juillet)                                        | [ 298 ] |
| Orlando Johnson              | 26 février     | Sacramento Kings (contrat de 10 jours)                                        | Indiana Pacers (libéré le 20 février)                                         | [ 299 ] |
| Shannon Brown                | 27 février     | New York Knicks (contrat de 10 jours)                                         | San Antonio Spurs                                                             | [ 300 ] |
| Earl Clark                   | 27 février     | New York Knicks (contrat de 10 jours)                                         | Philadelphia 76ers (libéré le 21 février)                                     | [ 300 ] |
| Mike Muscala                 | 27 février     | Atlanta Hawks                                                                 | Obradoiro CAB (Espagne)                                                       | [ 301 ] |
| Beno Udrih                   | 27 février     | Memphis Grizzlies                                                             | New York Knicks (libéré le 24 février)                                        | [ 302 ] |
| Chris Babb                   | 28 février     | Boston Celtics (contrat de 10 jours)                                          | Maine Red Claws (D-League)                                                    | [ 303 ] |
| Danny Granger                | 28 février     | Los Angeles Clippers                                                          | Philadelphia 76ers (libéré le 26 février)                                     | [ 304 ] |
| Caron Butler                 | 1er mars       | Oklahoma City Thunder                                                         | Milwaukee Bucks (libéré le 27 février)                                        | [ 305 ] |
| Shavlik Randolph             | 1er mars       | Phoenix Suns                                                                  | Foshan Dralions (China)                                                       | [ 306 ] |
| Jarvis Varnado               | 1er mars       | Philadelphia 76ers (contrat de 10 jours)                                      | Chicago Bulls                                                                 | [ 307 ] |
| Jimmer Fredette              | 2 mars         | Chicago Bulls                                                                 | Sacramento Kings (libéré le 27 février)                                       | [ 308 ] |
| Justin Hamilton              | 4 mars         | Charlotte Bobcats (contrat de 10 jours)                                       | Sioux Falls Skyforce (D-League)                                               | [ 309 ] |
| Tony Mitchell                | 4 mars         | Milwaukee Bucks (contrat de 10 jours)                                         | Fort Wayne Mad Ants (D-League)                                                | [ 310 ] |
| Arinze Onuaku                | 4 mars         | Cleveland Cavaliers (second contrat de 10 jours)                              | Cleveland Cavaliers (second contrat de 10 jours)                              | [ 311 ] |
| Jason Collins                | 5 mars         | Brooklyn Nets (second contrat de 10 jours)                                    | Brooklyn Nets (second contrat de 10 jours)                                    | [ 312 ] |
| Jorge Gutierrez              | 6 mars         | Brooklyn Nets (contrat de 10 jours)                                           | Canton Charge (D-League)                                                      | [ 313 ] |
| Royce White                  | 6 mars         | Sacramento Kings (contrat de 10 jours)                                        | Philadelphia 76ers (libéré le 25 octobre)                                     | [ 314 ] |
| Reggie Williams              | 6 mars         | Oklahoma City Thunder (contrat de 10 jours)                                   | Tulsa 66ers (D-League)                                                        | [ 315 ] |
| Dewayne Dedmon               | 7 mars         | Orlando Magic (second contrat de 10 jours)                                    | Orlando Magic (second contrat de 10 jours)                                    | [ 316 ] |
| Adonis Thomas                | 7 mars         | Orlando Magic (second contrat de 10 jours)                                    | Orlando Magic (second contrat de 10 jours)                                    | [ 316 ] |
| Drew Gooden                  | 8 mars         | Washington Wizards (second contrat de 10 jours)                               | Washington Wizards (second contrat de 10 jours)                               | [ 317 ] |
| Orlando Johnson              | 8 mars         | Sacramento Kings (second contrat de 10 jours)                                 | Sacramento Kings (second contrat de 10 jours)                                 | [ 318 ] |
| DeAndre Liggins              | 8 mars         | Miami Heat (second contrat de 10 jours)                                       | Miami Heat (second contrat de 10 jours)                                       | [ 319 ] |
| Shannon Brown                | 10 mars        | New York Knicks (second contrat de 10 jours)                                  | New York Knicks (second contrat de 10 jours)                                  | [ 320 ] |
| Earl Clark                   | 10 mars        | New York Knicks (second contrat de 10 jours)                                  | New York Knicks (second contrat de 10 jours)                                  | [ 320 ] |
| Chris Babb                   | 11 mars        | Boston Celtics (second contrat de 10 jours)                                   | Boston Celtics (second contrat de 10 jours)                                   | [ 321 ] |
| Shane Edwards                | 12 mars        | Cleveland Cavaliers (contrat de 10 jours)                                     | Canton Charge (D-League)                                                      | [ 322 ] |
| Jarvis Varnado               | 12 mars        | Philadelphia 76ers                                                            | Philadelphia 76ers                                                            | [ 323 ] |
| Justin Hamilton              | 14 mars        | Miami Heat                                                                    | Charlotte Bobcats                                                             | [ 324 ] |
| Darius Johnson-Odom          | 14 mars        | Philadelphia 76ers (contrat de 10 jours)                                      | Springfield Armor (D-League)                                                  | [ 325 ] |
| Chris Wright                 | 14 mars        | Milwaukee Bucks (contrat de 10 jours)                                         | Maine Red Claws (D-League)                                                    | [ 326 ] |
| Jason Collins                | 15 mars        | Brooklyn Nets                                                                 | Brooklyn Nets                                                                 | [ 327 ] |
| Mustafa Shakur               | 16 mars        | Oklahoma City Thunder (contrat de 10 jours)                                   | Tulsa 66ers (D-League)                                                        | [ 328 ] |
| Dewayne Dedmon               | 17 mars        | Orlando Magic                                                                 | Orlando Magic                                                                 | [ 329 ] |
| Jorge Gutierrez              | 17 mars        | Brooklyn Nets (second contrat de 10 jours)                                    | Brooklyn Nets (second contrat de 10 jours)                                    | [ 330 ] |
| James Nunnally               | 17 mars        | Philadelphia 76ers (contrat de 10 jours)                                      | Texas Legends (D-League)                                                      | [ 331 ] |
| Drew Gooden                  | 18 mars        | Washington Wizards                                                            | Washington Wizards                                                            | [ 332 ] |
| Royce White                  | 18 mars        | Sacramento Kings (second contrat de 10 jours)                                 | Sacramento Kings (second contrat de 10 jours)                                 | [ 333 ] |
| Shannon Brown                | 20 mars        | New York Knicks                                                               | New York Knicks                                                               | [ 334 ] |
| Chris Babb                   | 21 mars        | Boston Celtics                                                                | Boston Celtics                                                                | [ 335 ] |
| Seth Curry                   | 21 mars        | Cleveland Cavaliers (contrat de 10 jours)                                     | Santa Cruz Warriors (D-League)                                                | [ 336 ] |
| D. J. White                  | 21 mars        | Charlotte Bobcats (contrat de 10 jours)                                       | Sichuan Blue Whales (Chine)                                                   | [ 337 ] |
| Casper Ware                  | 24 mars        | Philadelphia 76ers (contrat de 10 jours)                                      | Virtus Pallacanestro Bologna (Italie)                                         | [ 338 ] |
| D. J. Stephens               | 26 mars        | Milwaukee Bucks (contrat de 10 jours)                                         | Ilysiakos BC (Grèce)                                                          | [ 339 ] |
| James Nunnally               | 27 mars        | Philadelphia 76ers (second contrat de 10 jours)                               | Philadelphia 76ers (second contrat de 10 jours)                               | [ 340 ] |
| Jorge Gutierrez              | 28 mars        | Brooklyn Nets                                                                 | Brooklyn Nets                                                                 | [ 341 ] |
| Willie Reed                  | 28 mars        | Sacramento Kings                                                              | Springfield Armor (D-League)                                                  | [ 342 ] |
| Reggie Williams              | 28 mars        | Oklahoma City Thunder (contrat de 10 jours)                                   | Tulsa 66ers (D-League)                                                        | [ 343 ] |
| Hilton Armstrong             | 30 mars        | Golden State Warriors (contrat de 10 jours)                                   | Santa Cruz Warriors (D-League)                                                | [ 344 ] |
| Jared Cunningham             | 31 mars        | Sacramento Kings (contrat de 10 jours)                                        | Atlanta Hawks (libéré le 22 janvier)                                          | [ 345 ] |
| Scotty Hopson                | 31 mars        | Cleveland Cavaliers                                                           | Anadolu Efes S.K. (Turquie)                                                   | [ 346 ] |
| D. J. White                  | 31 mars        | Charlotte Bobcats (second contrat de 10 jours)                                | Charlotte Bobcats (second contrat de 10 jours)                                | [ 347 ] |
| Damion James                 | 3 avril        | San Antonio Spurs (contrat de 10 jours)                                       | Texas Legends (D-League)                                                      | [ 348 ] |
| Casper Ware                  | 4 avril        | Philadelphia 76ers (second contrat de 10 jours)                               | Philadelphia 76ers (second contrat de 10 jours)                               | [ 349 ] |
| Erik Murphy                  | 5 avril        | Utah Jazz                                                                     | Chicago Bulls (libéré le 3 avril)                                             | [ 350 ] |
| Chris Wright                 | 5 avril        | Milwaukee Bucks (contrat de 10 jours)                                         | Maine Red Claws (D-League)                                                    | [ 351 ] |
| Ronnie Brewer                | 7 avril        | Chicago Bulls                                                                 | Houston Rockets (libéré le 21 février)                                        | [ 352 ] |
| Grant Jerrett                | 7 avril        | Oklahoma City Thunder                                                         | Tulsa 66ers (D-League)                                                        | [ 353 ] |
| Adonis Thomas                | 7 avril        | Philadelphia 76ers (contrat de 10 jours)                                      | Springfield Armor (D-League)                                                  | [ 354 ] |
| Othyus Jeffers               | 8 avril        | Minnesota Timberwolves                                                        | Iowa Energy (D-League)                                                        | [ 355 ] |
| Hilton Armstrong             | 9 avril        | Golden State Warriors                                                         | Golden State Warriors                                                         | [ 356 ] |
| Lou Amundson                 | 10 avril       | Chicago Bulls                                                                 | New Orleans Pelicans (libéré le 31 décembre)                                  | [ 357 ] |
| Jared Cunningham             | 10 avril       | Sacramento Kings                                                              | Sacramento Kings                                                              | [ 358 ] |
| Mike James                   | 10 avril       | Chicago Bulls                                                                 | Chicago Bulls                                                                 | [ 357 ] |
| Dexter Pittman               | 10 avril       | Houston Rockets                                                               | Austin Toros (D-League)                                                       | [ 359 ] |
| D. J. White                  | 10 avril       | Charlotte Bobcats                                                             | Charlotte Bobcats                                                             | [ 360 ] |
| James Southerland            | 11 avril       | New Orleans Pelicans                                                          | Los Angeles D-Fenders (D-League)                                              | [ 361 ] |
| Damion James                 | 13 avril       | San Antonio Spurs                                                             | San Antonio Spurs                                                             | [ 362 ] |
| Melvin Ely                   | 14 avril       | New Orleans Pelicans                                                          | Texas Legends (D-League)                                                      | [ 363 ] |
| Greg Smith                   | 14 avril       | Chicago Bulls                                                                 | Houston Rockets (libéré le 10 avril)                                          | [ 364 ] |
| Casper Ware                  | 15 avril       | Philadelphia 76ers                                                            | Philadelphia 76ers                                                            | [ 365 ] |
| Chris Wright                 | 15 avril       | Milwaukee Bucks                                                               | Milwaukee Bucks                                                               | [ 366 ] |
| Lamar Odom                   | 16 avril       | New York Knicks                                                               | Laboral Kutxa (Espagne)                                                       | [ 367 ] |
| Josh Powell                  | 16 avril       | Houston Rockets                                                               | Barangay Ginebra San Miguel (Philippines)                                     | [ 368 ] |

- Note: * : option du joueur - ** : option de l'équipe - *** : option terminale

### Joueurs partis à l'étranger
| Joueur            | Date         | Nouvelle équipe             | Pays       | Franchise NBA                   | Ref     |
| ----------------- | ------------ | --------------------------- | ---------- | ------------------------------- | ------- |
| Jeremy Pargo      | 11 juin      | CSKA Moscou                 | Russie     | 76ers de Philadelphie           |         |
| Andrew Goudelock  | 26 juillet   | UNICS Kazan                 | Russie     | Lakers de Los Angeles           | [ 369 ] |
| Colton Iverson    | 26 juillet   | Beşiktaş JK                 | Turquie    | Celtics de Boston               | [ 370 ] |
| Linas Kleiza      | 26 juillet   | Fenerbahçe Ülker            | Turquie    | Raptors de Toronto              | [ 371 ] |
| Pierre Jackson    | 27 juillet   | ASVEL Lyon-Villeurbanne     | France     | Pélicans de La Nouvelle-Orléans | [ 372 ] |
| Erick Green       | 30 juillet   | Montepaschi Siena           | Italie     | Nuggets de Denver               | [ 373 ] |
| Charles Jenkins   | 30 juillet   | Étoile rouge de Belgrade    | Serbie     | 76ers de Philadelphie           |         |
| Mike Muscala      | 31 juillet   | Obradoiro CAB               | Espagne    | Hawks d'Atlanta                 |         |
| Alex Oriakhi      | 31 juillet   | Limoges Cercle Saint-Pierre | France     | Suns de Phoenix                 | ,       |
| James Ennis       | 10 août      | Perth Wildcats              | Australie  | Heat de Miami                   | [ 376 ] |
| Kevin Murphy      | 11 août      | Strasbourg IG               | France     | Jazz de l'Utah                  | [ 377 ] |
| DeShaun Thomas    | 16 août      | JSF Nanterre                | France     | Spurs de San Antonio            | [ 378 ] |
| Ben Hansbrough    | 22 août      | CB Gran Canaria             | Espagne    | Spurs de San Antonio            | [ 379 ] |
| Johan Petro       | 23 août      | Lions de Zhejiang           | Chine      | Hawks d'Atlanta                 | [ 380 ] |
| Luke Babbitt      | 29 août      | BK Nijni Novgorod           | Russie     | Trail Blazers de Portland       |         |
| Ivan Johnson      | 29 août      | Golden Bulls de Zhejiang    | Chine      | Hawks d'Atlanta                 |         |
| Justin Dentmon    | 30 août      | Žalgiris Kaunas             | Lituanie   | Mavericks de Dallas             | [ 381 ] |
| Arsalan Kazemi    | 12 septembre | Petrochimi Bandar Imam BC   | Iran       | 76ers de Philadelphie           |         |
| Hamed Haddadi     | 14 septembre | Foolad Mahan Isfahan BC     | Iran       | Suns de Phoenix                 |         |
| James White       | 19 septembre | Reggio Emilia               | Italie     | Knicks de New York              | [ 382 ] |
| Shavlik Randolph  | 2 octobre    | Foshan Long Lions           | Chine      | Boston Celtics                  | [ 383 ] |
| Sebastian Telfair | 15 octobre   | Tianjin Ronggang            | Chine      | Toronto Raptors                 | [ 384 ] |
| Josh Akognon      | 15 novembre  | Qingdao Eagles              | Chine      | Dallas Mavericks                | [ 385 ] |
| Sam Young         | 18 novembre  | Sydney Kings                | Australie  | Indiana Pacers                  | ,       |
| Leandro Barbosa   | 19 novembre  | Esporte Clube Pinheiros     | Brésil     | Washington Wizards              | [ 388 ] |
| Elias Harris      | 13 décembre  | Brose Baskets               | Allemagne  | Los Angeles Lakers              | [ 389 ] |
| Hakim Warrick     | 16 décembre  | Liaoning Flying Leopards    | Chine      | Charlotte Bobcats               | [ 390 ] |
| Royal Ivey        | 29 janvier   | Guangdong Southern Tigers   | Chine      | Oklahoma City Thunder           | [ 391 ] |
| Sasha Pavlović    | 10 février   | KK Partizan                 | Serbie     | Portland Trail Blazers          | [ 392 ] |
| Lamar Odom        | 18 février   | Laboral Kutxa               | Espagne    | Los Angeles Clippers            | [ 393 ] |
| Manny Harris      | 13 mars      | Türk Telekom Ankara         | Turquie    | Los Angeles Lakers              | [ 394 ] |
| Sasha Vujačić     | 25 mars      | Reyer Venezia Mestre        | Italie     | Los Angeles Clippers            | [ 395 ] |
| Rodrigue Beaubois | 26 mars      | Spirou Charleroi            | Belgique   | Dallas Mavericks                | [ 396 ] |
| Dexter Pittman    | 19 avril     | Caciques de Humacao         | Porto Rico | Houston Rockets                 | [ 397 ] |

### Joueurs libérés
| Joueur              | Date         | Franchise                       | Ref     |
| ------------------- | ------------ | ------------------------------- | ------- |
| Chris Duhon         | 29 juin      | Lakers de Los Angeles           | [ 398 ] |
| Hamed Haddadi       | 29 juin      | Suns de Phoenix                 | [ 399 ] |
| Terrence Williams   | 30 juin      | Celtics de Boston               | [ 400 ] |
| Carlos Delfino      | 30 juin      | Rockets de Houston              | [ 401 ] |
| Aaron Brooks        | 30 juin      | Rockets de Houston              | [ 401 ] |
| James White         | 30 juin      | Knicks de New York              | [ 402 ] |
| Sasha Pavlović      | 6 juillet    | Trail Blazers de Portland       | [ 403 ] |
| Greg Stiemsma       | 7 juillet    | Timberwolves du Minnesota       | [ 404 ] |
| Mickaël Gelabale    | 7 juillet    | Timberwolves du Minnesota       | [ 404 ] |
| DaJuan Summers      | 9 juillet    | Clippers de Los Angeles         | [ 405 ] |
| Tyrus Thomas*       | 10 juillet   | Bobcats de Charlotte            | [ 406 ] |
| Lance Thomas        | 10 juillet   | Pélicans de La Nouvelle-Orléans | [ 407 ] |
| Richard Hamilton    | 10 juillet   | Bulls de Chicago                | [ 408 ] |
| Metta World Peace*  | 11 juillet   | Lakers de Los Angeles           | ,       |
| Kris Joseph         | 15 juillet   | Celtics de Boston               | [ 411 ] |
| James Anderson      | 15 juillet   | Rockets de Houston              | [ 412 ] |
| Tim Ohlbrecht       | 15 juillet   | Rockets de Houston              | [ 412 ] |
| Drew Gooden*        | 16 juillet   | Bucks de Milwaukee              | [ 413 ] |
| Mike Miller*        | 16 juillet   | Heat de Miami                   | [ 414 ] |
| Linas Kleiza*       | 16 juillet   | Raptors de Toronto              | [ 415 ] |
| Marcus Camby        | 17 juillet   | Raptors de Toronto              |         |
| D. J. White         | 18 juillet   | Nets de Brooklyn                | [ 416 ] |
| Kevin Jones         | 19 juillet   | Cavaliers de Cleveland          | [ 417 ] |
| Chris Quinn         | 19 juillet   | Cavaliers de Cleveland          | [ 417 ] |
| Malcolm Thomas      | 23 juillet   | Bulls de Chicago                | [ 418 ] |
| Dwayne Jones        | 24 juillet   | Warriors de Golden State        | [ 419 ] |
| Scott Machado       | 24 juillet   | Warriors de Golden State        | [ 419 ] |
| Kevin Murphy        | 24 juillet   | Warriors de Golden State        | [ 419 ] |
| Gustavo Ayón        | 25 juillet   | Bucks de Milwaukee              | [ 420 ] |
| Shavlik Randolph    | 1er août     | Celtics de Boston               | [ 421 ] |
| Al Harrington       | 2 août       | Magic d'Orlando                 | [ 422 ] |
| DeShawn Stevenson   | 2 août       | Hawks d'Atlanta                 |         |
| Justin Holiday      | 14 août      | 76ers de Philadelphie           |         |
| Fab Melo            | 30 août      | Grizzlies de Memphis            | [ 423 ] |
| Michael Beasley     | 3 septembre  | Suns de Phoenix                 | [ 424 ] |
| Quentin Richardson  | 3 septembre  | Raptors de Toronto              | [ 425 ] |
| DeAndre Liggins     | 6 septembre  | Thunder d'Oklahoma City         | [ 426 ] |
| Donté Greene        | 17 septembre | Celtics de Boston               | [ 427 ] |
| Terrel Harris       | 23 septembre | Trail Blazers de Portland       | [ 428 ] |
| Jerel McNeal        | 25 septembre | jazz de l'Utah                  | [ 429 ] |
| Arinze Onuaku       | 12 novembre  | New Orleans Pelicans            | [ 243 ] |
| Lance Thomas        | 12 novembre  | New Orleans Pelicans            | [ 243 ] |
| Jamaal Tinsley      | 12 novembre  | Utah Jazz                       | [ 430 ] |
| Kwame Brown         | 20 novembre  | Philadelphia 76ers              | [ 246 ] |
| Darius Morris       | 20 novembre  | Philadelphia 76ers              | [ 246 ] |
| Elias Harris        | 19 novembre  | Los Angeles Lakers              | [ 431 ] |
| D. J. Augustin      | 9 décembre   | Toronto Raptors                 | [ 432 ] |
| James Southerland   | 11 décembre  | Charlotte Bobcats               | [ 250 ] |
| Josh Childress      | 13 décembre  | New Orleans Pelicans            | [ 433 ] |
| Mike James          | 16 décembre  | Chicago Bulls                   | [ 434 ] |
| Hilton Armstrong    | 29 décembre  | Golden State Warriors           | [ 435 ] |
| Lou Amundson        | 31 décembre  | New Orleans Pelicans            | [ 436 ] |
| Chris Smith         | 31 décembre  | New York Knicks                 | [ 256 ] |
| Hedo Türkoğlu       | 3 janvier    | Orlando Magic                   | [ 437 ] |
| Solomon Jones       | 4 javier     | Orlando Magic                   | [ 438 ] |
| Seth Curry          | 5 janvier    | Memphis Grizzlies               | [ 439 ] |
| Maalik Wayns        | 5 janvier    | Los Angeles Clippers            | [ 440 ] |
| Hamady N'Diaye      | 6 janvier    | Sacramento Kings                | [ 441 ] |
| Andrew Bynum        | 7 janvier    | Chicago Bulls                   | [ 442 ] |
| Ryan Gomes          | 7 janvier    | Boston Celtics                  | [ 443 ] |
| Mike Harris         | 7 janvier    | Utah Jazz                       | [ 444 ] |
| Stephen Jackson     | 7 janvier    | Los Angeles Clippers            | [ 445 ] |
| Cartier Martin      | 7 janvier    | Atlanta Hawks                   | [ 446 ] |
| Daniel Orton        | 7 janvier    | Philadelphia 76ers              | [ 447 ] |
| Shawne Williams     | 7 janvier    | Los Angeles Lakers              | [ 448 ] |
| Maalik Wayns        | 16 janvier   | Los Angeles Clippers            | [ 265 ] |
| Tyshawn Taylor      | 23 janvier   | New Orleans Pelicans            | [ 449 ] |
| Malcolm Thomas      | 23 janvier   | San Antonio Spurs               | [ 450 ] |
| Othyus Jeffers      | 1er février  | San Antonio Spurs               | [ 278 ] |
| Orlando Johnson     | 20 février   | Indiana Pacers                  | [ 451 ] |
| Roger Mason         | 20 février   | Sacramento Kings                | [ 452 ] |
| Ronnie Brewer       | 21 février   | Houston Rockets                 | [ 289 ] |
| Earl Clark          | 21 février   | Philadelphia 76ers              | [ 453 ] |
| Glen Davis          | 21 février   | Orlando Magic                   | [ 454 ] |
| Antawn Jamison      | 21 février   | Atlanta Hawks                   | [ 455 ] |
| Jared Cunningham    | 22 février   | Atlanta Hawks                   | [ 456 ] |
| Beno Udrih          | 24 février   | New York Knicks                 | [ 457 ] |
| Metta World Peace   | 24 février   | New York Knicks                 | [ 457 ] |
| Danny Granger       | 26 février   | Philadelphia 76ers              | [ 458 ] |
| Caron Butler        | 27 février   | Milwaukee Bucks                 | [ 459 ] |
| Jimmer Fredette     | 27 février   | Sacramento Kings                | [ 460 ] |
| Dexter Pittman      | 27 février   | Atlanta Hawks                   | [ 461 ] |
| Vyacheslav Kravtsov | 1er mars     | Phoenix Suns                    | [ 306 ] |
| Ben Gordon          | 2 mars       | Charlotte Bobcats               | [ 462 ] |
| Arinze Onuaku       | 12 mars      | Cleveland Cavaliers             | [ 322 ] |
| Lorenzo Brown       | 14 mars      | Philadelphia 76ers              | [ 325 ] |
| DeAndre Liggins     | 14 mars      | Miami Heat                      | [ 324 ] |
| Eric Maynor         | 17 mars      | Philadelphia 76ers              | [ 331 ] |
| Shane Edwards       | 21 mars      | Cleveland Cavaliers             | [ 336 ] |
| Erik Murphy         | 3 avril      | Chicago Bulls                   | [ 463 ] |
| A. J. Price         | 3 avril      | Minnesota Timberwolves          | [ 464 ] |
| Andris Biedriņš     | 5 avril      | Utah Jazz                       | [ 350 ] |
| Greg Smith          | 10 avril     | Houston Rockets                 | [ 359 ] |
| Dexter Pittman      | 13 avril     | Houston Rockets                 | [ 465 ] |
| Tornike Shengelia   | 14 avril     | Chicago Bulls                   | [ 466 ] |
| Greg Stiemsma       | 14 avril     | New Orleans Pelicans            | [ 363 ] |

Remarque
(*) : Libéré par la clause d'amnistie de la convention collective (Collective Bargaining Agreement en anglais, ou CBA), qui donne aux équipes une seule fois la possibilité de renoncer à la fin du contrat d'un joueur.

### Joueurs non retenus
Tous les joueurs non retenu dans l'équipe après les camps d'entrainements.
| Hawks d'Atlanta                                                                 | Celtics de Boston                                                                           | Nets de Brooklyn                                            | Bobcats de Charlotte                                | Bulls de Chicago                                                   |
| ------------------------------------------------------------------------------- | ------------------------------------------------------------------------------------------- | ----------------------------------------------------------- | --------------------------------------------------- | ------------------------------------------------------------------ |
| - David Lighty - Adonis Thomas - Damien Wilkins - James Johnson                 |                                                                                             | - Gary Forbes - Marko Jaric                                 | - Troy Daniels - Abdul Gaddy                        | - Patrick Christopher - Dahntay Jones - Kalin Lucas                |
| Cavaliers de Cleveland                                                          | Mavericks de Dallas                                                                         | Nuggets de Denver                                           | Pistons de Détroit                                  | Warriors de Golden State                                           |
| - Michael Lee - DeSagana Diop - Kenny Kadji - Jermaine Taylor - Elliot Williams | - Renaldo Balkman - Devin Ebanks - D. J. Kennedy - Fab Melo                                 | - Reginald Becton - Kyle Fogg                               |                                                     | - Cameron Jones - Seth Curry - Joe Alexander - Dewayne Dedmon      |
| Rockets de Houston                                                              | Pacers de l'Indiana                                                                         | Clippers de Los Angeles                                     | Lakers de Los Angeles                               | Grizzlies de Memphis                                               |
| - Jordan Henriquez - B. J. Young                                                | - Ron Howard - Darnell Jackson                                                              | - Mustapha Farrakhan, Jr. - JaMychal Green - Brandon Davies | - Eric Boateng - Dan Gadzuric - Darius Johnson-Odom | - Josh Akognon - Derrick Byars                                     |
| Heat de Miami                                                                   | Bucks de Milwaukee                                                                          | Timberwolves du Minnesota                                   | Pélicans de La Nouvelle-Orléans                     | Knicks de New York                                                 |
| - Larry Drew II - Jarvis Varnado - Charlie Westbrook                            |                                                                                             |                                                             | - Lazar Hayward - Rodney Carney                     | - Justin Brownlee - Josh Powell - Ike Diogu                        |
| Thunder d'Oklahoma City                                                         | Magic d'Orlando                                                                             | 76ers de Philadelphie                                       | Suns de Phoenix                                     | Trail Blazers de Portland                                          |
| - Daniel Orton                                                                  |                                                                                             | - Solomon Alabi - Tim Ohlbrecht - Royce White               | - James Nunnally                                    | - Dee Bost - Richard Howell - E.J. Singler                         |
| Kings de Sacramento                                                             | Spurs de San Antonio                                                                        | Raptors de Toronto                                          | Jazz de l'Utah                                      | Wizards de Washington                                              |
| - DeQuan Jones - Brandon Heath - Trent Lockett                                  | - Sam Young - Corey Maggette - Myck Kabongo - Marcus Cousin - Courtney Fells - Dan Nwaelele |                                                             | - Dwayne Jones                                      | - D'or Fischer - Josh Childress - Pops Mensah-Bonsu - Xavier Silas |

### Draft
position des joueurs draftés en 2013

#### Premier tour
| Numéro | Nom                      | Date signature | Équipe                                                                             | Équipe précédente                | Réf     |
| ------ | ------------------------ | -------------- | ---------------------------------------------------------------------------------- | -------------------------------- | ------- |
| 1      | Anthony Bennett          | 20 août        | Cavaliers de Cleveland                                                             | Rebels d'UNLV                    | [ 467 ] |
| 2      | Victor Oladipo           | 7 juillet      | Magic d'Orlando                                                                    | Hoosiers de l'Indiana            | [ 468 ] |
| 3      | Otto Porter              | 8 juillet      | Wizards de Washington                                                              | Université de Georgetown         | [ 469 ] |
| 4      | Cody Zeller              | 10 juillet     | Bobcats de Charlotte                                                               | Hoosiers de l'Indiana            | [ 470 ] |
| 5      | Alex Len                 | 29 août        | Suns de Phoenix                                                                    | Terrapins du Maryland            | [ 471 ] |
| 6      | Nerlens Noel             | 19 septembre   | 76ers de Philadelphie (acquit de la Nouvelle-Orléans)                              | Université du Kentucky           |         |
| 7      | Ben McLemore             | 13 juillet     | Kings de Sacramento                                                                | Jayhawks du Kansas               | [ 472 ] |
| 8      | Kentavious Caldwell-Pope | 19 juillet     | Pistons de Détroit                                                                 | Bulldogs de la Géorgie           | [ 473 ] |
| 9      | Trey Burke               | 6 juillet      | Timberwolves du Minnesota                                                          | Wolverines du Michigan           | [ 474 ] |
| 10     | C.J. McCollum            | 11 juillet     | Trail Blazers de Portland                                                          | Mountain Hawks de Lehigh         | [ 475 ] |
| 11     | Michael Carter-Williams  | 24 septembre   | 76ers de Philadelphie                                                              | Orange de Syracuse               |         |
| 12     | Steven Adams             | 12 juillet     | Thunder d'Oklahoma City (acquit de Toronto via Houston)                            | Panthers de Pittsburgh           | [ 476 ] |
| 13     | Kelly Olynyk             | 7 juillet      | Celtics de Boston (acquit de Dallas)                                               | Bulldogs de Gonzaga              | [ 477 ] |
| 14     | Shabazz Muhammad         | 17 juillet     | Timberwolves du Minnesota acquit d'Utah                                            | Bruins d'UCLA                    | [ 478 ] |
| 15     | Yánnis Antetokoúnmpo     | 30 juillet     | Bucks de Milwaukee                                                                 | Filathlitikos B.C.               | [ 479 ] |
| 16     | Lucas Nogueira           | ne signe pas   | Hawks d'Atlanta (acquit de Boston via Dallas)                                      | Estudiantes Madrid               |         |
| 17     | Dennis Schröder          | 11 juillet     | Hawks d'Atlanta                                                                    | New Yorker Phantoms Braunschweig | [ 480 ] |
| 18     | Shane Larkin             | 29 juillet     | Mavericks de Dallas (acquit d'Atlanta via Houston et Brooklyn)                     | Hurricanes de Miami              |         |
| 19     | Sergueï Karassev         | 20 août        | Cavaliers de Cleveland (acquit des L.A. Lakers)                                    | Trioumf Lioubertsy               | [ 467 ] |
| 20     | Tony Snell               | 10 juillet     | Bulls de Chicago                                                                   | Lobos du Nouveau-Mexique         | [ 481 ] |
| 21     | Gorgui Dieng             | 17 juillet     | Timberwolves du Minnesota (acquit d'Utah via Golden State et Brooklyn)             | Cardinals de Louisville          | [ 478 ] |
| 22     | Mason Plumlee            | 3 juillet      | Nets de Brooklyn                                                                   | Blue Devils de Duke              | [ 482 ] |
| 23     | Solomon Hill             | 3 juillet      | Pacers de l'Indiana                                                                | Wildcats de l'Arizona            | [ 483 ] |
| 24     | Tim Hardaway, Jr.        | 8 juillet      | Knicks de New York                                                                 | Wolverines du Michigan           | [ 484 ] |
| 25     | Reggie Bullock           | 11 juillet     | Clippers de Los Angeles                                                            | Tar Heels de la Caroline du Nord | [ 485 ] |
| 26     | André Roberson           | 12 juillet     | Thunder d'Oklahoma City (acquit de Golden State via Minnesota, Memphis et Houston) | Buffaloes du Colorado            | [ 476 ] |
| 27     | Rudy Gobert              | 6 juillet      | Jazz de l'Utah (acquit de Denver)                                                  | Cholet Basket                    | [ 486 ] |
| 28     | Livio Jean-Charles       |                | Spurs de San Antonio                                                               | ASVEL Lyon-Villeurbanne          |         |
| 29     | Archie Goodwin           | 12 juillet     | Suns de Phoenix (acquit de Golden State via Oklahoma City)                         | Wildcats du Kentucky             | [ 487 ] |
| 30     | Nemanja Nedović          | 10 juillet     | Warriors de Golden State (acquit de Phoenix via Miami, Cleveland et L.A. Lakers)   | Lietuvos Rytas                   | [ 488 ] |

#### Deuxième tour
| Numéro | Nom               | Date signature | Équipe                                                                                     | Équipe précédente                 | Réf               |
| ------ | ----------------- | -------------- | ------------------------------------------------------------------------------------------ | --------------------------------- | ----------------- |
| 31     | Allen Crabbe      | 10 juillet     | Trail Blazers de Portland (acquit de Cleveland via Orlando)                                | Golden Bears de la Californie     | [ 489 ]           |
| 32     | Álex Abrines      |                | Thunder d'Oklahoma City (acquit de Charlotte via Oklahoma City, Boston et Houston)         | FC Barcelone                      |                   |
| 33     | Carrick Felix     | 20 août        | Cavaliers de Cleveland                                                                     | Sun Devils d'Arizona State        | [ 467 ]           |
| 34     | Isaiah Canaan     | 15 juillet     | Rockets de Houston (acquis de Phoenix)                                                     | Racers de Murray State            | [ 490 ]           |
| 35     | Glen Rice, Jr.    | 8 juillet      | Wizards de Washington (acquit de Philadelphie via New Orleans)                             | Vipers de Rio Grande Valley       | [ 469 ]           |
| 36     | Ray McCallum, Jr. | 18 juillet     | Kings de Sacramento                                                                        | Titans de Détroit                 | [ 491 ]           |
| 37     | Tony Mitchell     | 19 juillet     | Pistons de Détroit                                                                         | Mean Green de North Texas         |                   |
| 38     | Nate Wolters      | 1er août       | Bucks de Milwaukee (acquit de Washington via Philadelphie)                                 | Jackrabbits de South Dakota State | [ 492 ]           |
| 39     | Jeff Withey       | 30 juillet     | Pelicans de La Nouvelle-Orléans (acquit de Portland via Minnesota via Cleveland et Boston) | Jayhawks du Kansas                | [ 493 ]           |
| 40     | Grant Jerrett     |                | Trail Blazers de Portland (transféré à Oklahoma City)                                      | Wildcats de l'Arizona             |                   |
| 41     | Jamaal Franklin   | 26 juillet     | Grizzlies de Memphis (acquit de Toronto via Dallas et Toronto)                             | Aztecs de San Diego State         | [ 494 ]           |
| 42     | Pierre Jackson    | ne signe pas   | 76ers de Philadelphie(transféré à La Nouvelle-Orléans)                                     | Bears de Baylor                   | [ 372 ]           |
| 43     | Ricky Ledo        | 24 juillet     | Mavericks de Dallas (acquit de Milwaukee via Philadelphie)                                 | Friars de Providence              | [ 495 ]           |
| 44     | Mike Muscala      | ne signe pas   | Mavericks de Dallas (transféré à Atlanta)                                                  | Bison de Bucknell                 |                   |
| 45     | Marko Todorović   | ne signe pas   | Trail Blazers de Portland (acquit de Boston)                                               | FC Barcelone                      |                   |
| 46     | Erick Green       | ne signe pas   | Jazz de l'Utah (transféré à Denver)                                                        | Hokies de Virginia Tech           | [ 373 ]           |
| 47     | Raul Neto         | ne signe pas   | Hawks d'Atlanta                                                                            | Minas Belo Horizonte              |                   |
| 48     | Ryan Kelly        | 20 septembre   | Lakers de Los Angeles                                                                      | Blue Devils de Duke               | [ 496 ]           |
| 49     | Erik Murphy       | 10 juillet     | Bulls de Chicago                                                                           | Gators de la Floride              | [ 481 ]           |
| 50     | James Ennis       | ne signe pas   | Heat de Miami (acquit d'Atlanta)                                                           | 49ers de Long Beach State         | [ 376 ]           |
| 51     | Romero Osby       | 27 septembre   | Magic d'Orlando (en provenance de Golden State via New York et Denver)                     | Sooners de l'Oklahoma             | [réf. nécessaire] |
| 52     | Lorenzo Brown     | 26 septembre   | Timberwolves du Minnesota (en provenance de Brooklyn via Minnesota et La Nouvelle-Orléans) | Wolfpack de North Carolina State  | [ 216 ]           |
| 53     | Colton Iverson    | ne signe pas   | Celtics de Boston (acquit d'Indiana)                                                       | Rams de Colorado State            | [ 370 ]           |
| 54     | Arsalan Kazemi    |                | Wizards de Washington (en provenance de New York)                                          | Ducks de l'Oregon                 |                   |
| 55     | Joffrey Lauvergne |                | Grizzlies de Memphis (transféré à Denver)                                                  | KK Partizan Belgrade              |                   |
| 56     | Peyton Siva       | 5 août         | Pistons de Detroit (en provenance de LA Clippers)                                          | Cardinals de Louisville           |                   |
| 57     | Alex Oriakhi      | ne signe pas   | Suns de Phoenix (en provenance de Denver via LA Lakers)                                    | Tigers du Missouri                | [ 374 ]           |
| 58     | DeShaun Thomas    | ne signe pas   | Spurs de San Antonio                                                                       | Buckeyes d'Ohio State             | [ 378 ]           |
| 59     | Bojan Dubljević   |                | Timberwolves du Minnesota (en provenance d'Oklahoma City)                                  | Valencia BC                       |                   |
| 60     | Jānis Timma       |                | Grizzlies de Memphis (en provenance de Miami)                                              | BK Ventspils                      |                   |

#### Draft précédentes
| Année | N° | Nom           | Date signature | Équipe                    | Équipe précédente           | Réf               |
| ----- | -- | ------------- | -------------- | ------------------------- | --------------------------- | ----------------- |
| 2012  | 58 | Robbie Hummel | 26 septembre   | Timberwolves du Minnesota | Obradoiro CAB (Espagne)     | [ 216 ]           |
| 2012  | 52 | Ognjen Kuzmić | 27 septembre   | Warriors de Golden State  | Joventut Badalona (Espagne) | [réf. nécessaire] |